# ITF Masculino World Tennis Tour 2022
El ITF Masculino World Tennis Tour 2022 es la 25ª edición del Circuito mundial de tenis de la ITF el cual es la gira de nivel de entrada para el tenis profesional masculino por la Federación Internacional de Tenis (ITF).
Aquí se reflejan todos los torneos de la ITF disputados durante la temporada tenística de 2022. Aparecen ordenados según su categoría, y en orden de disputa, figurando a su vez los tenistas ganadores del torneo. Además se indica para cada torneo el importe económico para premios, la superficie en la que se juega y el número de tenistas participantes.
Al final se recogen los torneos ganados por cada tenista, según el número y la categoría de los torneos. 

## Calendario Masculino
Las distintas categorías de torneos aparecen ordenadas por la jerarquía marcada por la distribución de puntos en el ITF World Tennis Ranking.

### Claves
| ITF World Tennis Tour 25s |
| ITF World Tennis Tour 15s |

### Torneos

#### Torneos en enero
| 3 de enero  | M25 Monastir Monastir, Túnez $25,000 – Dura – 48Q/32S/16D                     | Skander Mansouri 6–4, 6–4                                  | Giovanni Oradini       | Boris Butulija Petr Nouza 6–4, 3–6, [10–7]                | Skander Mansouri Aziz Ouakaa                |
| 3 de enero  | M15 Cairo El Cairo, Egipto $15,000 – Arcilla – 48Q/32S/16D                    | Andrey Chepelev 6–1, 6–2                                   | Edoardo Lavagno        | Anthony Genov Tomislav Jotovski 6–3, 1–6, [10–7]          | Ray Ho Grigoriy Lomakin                     |
| 3 de enero  | M15 Manacor Manacor, España $15,000 – Dura – 48Q/32S/16D                      | Ugo Blanchet 6–3, 4–6, 7–6(7–2)                            | Antoine Bellier        | Marc Othman Ktiri Coleman Wong 6–2, 7–6(8–6)              | Alberto Barroso Campos Imanol López Morillo |
| 10 de enero | M25 Manacor Manacor, España $25,000 – Dura – 48Q/32S/16D                      | Benjamin Hassan 6–2, 2–6, 6–3                              | Alberto Barroso Campos | Alberto Barroso Campos Imanol López Morillo 7–6(7–3), 6–4 | Johannes Härteis Benjamin Hassan            |
| 10 de enero | M25 Monastir 2 Monastir, Túnez $25,000 – Dura – 48Q/32S/16D                   | Sho Shimabukuro 6–1, 4–6, 6–1                              | Clément Tabur          | Théo Arribagé Alexander Donski 6–2, 5–7, [10–7]           | Dan Added Clément Tabur                     |
| 10 de enero | Bath, Reino Unido Dura (indoor) M25 Cuadro individual y dobles                | Daniel Cox 6–4, 7–6(7–5)                                   | Charles Broom          | Charles Broom Alastair Gray 6–2, 6–2                      | Guy den Ouden Luke Johnson                  |
| 10 de enero | M15 Cairo 2 El Cairo, Egipto $15,000 – Arcilla – 48Q/32S/16D                  | Daniel Michalski 7–6(7–3), 6–2                             | Andrey Chepelev        | Ray Ho Grigoriy Lomakin 7–6(7–2), 7–6(7–3)                | Benjamin Lock Daniel Michalski              |
| 10 de enero | Bagnoles-de-l'Orne, Francia Arcilla (indoor) M15+H Cuadro individual y dobles | Luca Van Assche 7–5, 6–3                                   | Corentin Denolly       | Corentin Denolly Luca Van Assche 6–3, 6–4                 | Ronan Joncour Mandresy Rakotomalala         |
| 10 de enero | Monastir, Túnez Dura M15 Cuadro individual y dobles                           | Hazem Naw 5–7, 7–6(7–5), 7–6(9–7)                          | Sebastian Gima         | Li Hanwen Bu Yunchaokete 6–3, 6–2                         | Kirill Mishkin Vitali Shvets                |
| 10 de enero | Antalya, Turquía Arcilla M15 Cuadro individual y dobles                       | Dragoș Nicolae Mădăraș 6–0, 6–0                            | Bogdan Ionuț Apostol   | Dragoș Nicolae Mădăraș Oleksandr Ovcharenko 6–3, 6–3      | Carlos López Montagud Benjamín Winter López |
| 17 de enero | Vilnius, Lituania Dura (indoor) M25 Cuadro individual y dobles                | Denis Yevseyev 5–7, 6–3, 7–6(7–4)                          |                        | Otto Virtanen                                             |                                             |
| 17 de enero | Vilnius, Lituania Dura (indoor) M25 Cuadro individual y dobles                | Ivan Liutarevich Denis Yevseyev 6–4, 7–6(7–4)              |                        | Péter Fajta Fábián Marozsán                               |                                             |
| 17 de enero | Monastir, Túnez Dura M25 Cuadro individual y dobles                           | Harold Mayot 6–4, 0–6, 6–4                                 |                        | Chung Yun-seong                                           |                                             |
| 17 de enero | Monastir, Túnez Dura M25 Cuadro individual y dobles                           | Théo Arribagé Titouan Droguet 1–6, 6–4, [10–8]             |                        | Zvonimir Babić Alexander Donski                           |                                             |
| 17 de enero | Cairo, Egipto Arcilla M15 Cuadro individual y dobles                          | Daniel Michalski 6–4, 6–3                                  |                        | David Pichler                                             |                                             |
| 17 de enero | Cairo, Egipto Arcilla M15 Cuadro individual y dobles                          | Hsu Yu-hsiou Huang Tsung-hao 6–4, 7–6(8–6)                 |                        | Riccardo Bonadio David Pichler                            |                                             |
| 17 de enero | Cancún, México Dura M15 Cuadro individual y dobles                            | Brandon Holt 6–0, 6–3                                      |                        | Matt Kuhar                                                |                                             |
| 17 de enero | Cancún, México Dura M15 Cuadro individual y dobles                            | Ezekiel Clark Evan Zhu 7–5, 6–4                            |                        | Filip Bergevi Mick Veldheer                               |                                             |
| 17 de enero | Kazan, Rusia Dura (indoor) M15 Cuadro individual y dobles                     | Alibek Kachmazov 6–3, 6–3                                  |                        | Marat Sharipov                                            |                                             |
| 17 de enero | Kazan, Rusia Dura (indoor) M15 Cuadro individual y dobles                     | Timur Kiyamov Marat Sharipov 7–5, 6–3                      |                        | Mikhail Fufygin Maxim Ratniuk                             |                                             |
| 17 de enero | Monastir, Túnez Dura M15 Cuadro individual y dobles                           | Valentin Vacherot 6–3, 6–4                                 |                        | Raphaël Collignon                                         |                                             |
| 17 de enero | Monastir, Túnez Dura M15 Cuadro individual y dobles                           | Naoki Tajima Kaito Uesugi Walkover                         |                        | Loïc Cloes Marat Deviatiarov                              |                                             |
| 17 de enero | Antalya, Turquía Arcilla M15 Cuadro individual y dobles                       | Giovanni Fonio 6–1, 6–4                                    |                        | Cezar Crețu                                               |                                             |
| 17 de enero | Antalya, Turquía Arcilla M15 Cuadro individual y dobles                       | Hong Seong-chan Nam Ji-sung 6–3, 6–3                       |                        | Dragoș Nicolae Mădăraș Oleksandr Ovcharenko               |                                             |
| 24 de enero | Cairo, Egipto Arcilla M25 Cuadro individual y dobles                          | Oriol Roca Batalla 6–2, 7–5                                |                        | Lukas Krainer                                             |                                             |
| 24 de enero | Cairo, Egipto Arcilla M25 Cuadro individual y dobles                          | Hsu Yu-hsiou Neil Oberleitner 7–6(7–5), 6–4                |                        | Markos Kalovelonis David Pichler                          |                                             |
| 24 de enero | Monastir, Túnez Dura M25 Cuadro individual y dobles                           | Moez Echargui 6–4, 7–5                                     |                        | Laurent Lokoli                                            |                                             |
| 24 de enero | Monastir, Túnez Dura M25 Cuadro individual y dobles                           | Skander Mansouri Marko Topo 6–4, 7–5                       |                        | Florent Bax Robin Bertrand                                |                                             |
| 24 de enero | Loughborough, Reino Unido Dura (indoor) M25 Cuadro individual y dobles        | Antoine Escoffier 6–4, 3–6, 6–3                            |                        | Ryan Peniston                                             |                                             |
| 24 de enero | Loughborough, Reino Unido Dura (indoor) M25 Cuadro individual y dobles        | Julian Cash Lucas Gerch 6–4, 6–3                           |                        | Anton Matusevich Joshua Paris                             |                                             |
| 24 de enero | Weston, Estados Unidos Arcilla M25 Cuadro individual y dobles                 | Eduard Esteve Lobato 6–3, 7–5                              |                        | Timo Stodder                                              |                                             |
| 24 de enero | Weston, Estados Unidos Arcilla M25 Cuadro individual y dobles                 | Dennis Novikov Ruan Roelofse 7–5, 3–6, [10–3]              |                        | Abraham Asaba Guy Orly Iradukunda                         |                                             |
| 24 de enero | Cancún, México Dura M15 Cuadro individual y dobles                            | Brandon Holt 6–0, 6–3                                      |                        | Luis Patiño                                               |                                             |
| 24 de enero | Cancún, México Dura M15 Cuadro individual y dobles                            | Filip Bergevi Mick Veldheer 6–4, 6–4                       |                        | Constantin Bittoun Kouzmine Luis Patiño                   |                                             |
| 24 de enero | Monastir, Túnez Dura M15 Cuadro individual y dobles                           | Mattia Bellucci 6–4, 7–5                                   |                        | Franciasco Passaro                                        |                                             |
| 24 de enero | Monastir, Túnez Dura M15 Cuadro individual y dobles                           | Naoki Tajima Kaito Uesugi 6–2, 7–6(7–5)                    |                        | Arthur Bouquier Martin Breysach                           |                                             |
| 24 de enero | Antalya, Turquía Arcilla M15 Cuadro individual y dobles                       | Dragoș Nicolae Mădăraș 7–6(7–5), 6–3                       |                        | Corentin Denolly                                          |                                             |
| 24 de enero | Antalya, Turquía Arcilla M15 Cuadro individual y dobles                       | La competición de dobles se suspendió debido al mal tiempo |                        |                                                           |                                             |
| 31 de enero | Campos do Jordão, Brasil Dura M25 Cuadro individual y dobles                  | Mateus Alves 6–1, 6–4                                      |                        | Nicolás Álvarez                                           |                                             |
| 31 de enero | Campos do Jordão, Brasil Dura M25 Cuadro individual y dobles                  | La competición de dobles se suspendió debido al mal tiempo |                        |                                                           |                                             |
| 31 de enero | Sharm El Sheikh, Egipto Dura M25 Cuadro individual y dobles                   | Hady Habib 6–4, 6–4                                        |                        | Lukáš Rosol                                               |                                             |
| 31 de enero | Sharm El Sheikh, Egipto Dura M25 Cuadro individual y dobles                   | Alibek Kachmazov Beibit Zhukayev 1–6, 7–6(7–1), [10–5]     |                        | Hsu Yu-hsiou Neil Oberleitner                             |                                             |
| 31 de enero | Cancún, México Dura M15 Cuadro individual y dobles                            | Brandon Holt 7–5, 6–0                                      |                        | Emil Reinberg                                             |                                             |
| 31 de enero | Cancún, México Dura M15 Cuadro individual y dobles                            | Arklon Huertas del Pino Jorge Panta 4–6, 6–3, [10–5]       |                        | Ryan Dickerson Franciasco Ferrari                         |                                             |
| 31 de enero | Villena, España Dura M15 Cuadro individual y dobles                           | Nikolás Sánchez Izquierdo 7–6(7–3), 6–3                    |                        | Alejandro Moro Cañas                                      |                                             |
| 31 de enero | Villena, España Dura M15 Cuadro individual y dobles                           | Pedro Araújo Johannes Ingildsen 7–6(7–2), 7–6(9–7)         |                        | Maxime Chazal Buvaysar Gadamauri                          |                                             |
| 31 de enero | Monastir, Túnez Dura M15 Cuadro individual y dobles                           | Laurent Lokoli 6–0, 3–6, 7–5                               |                        | Alexander Donski                                          |                                             |
| 31 de enero | Monastir, Túnez Dura M15 Cuadro individual y dobles                           | Kaito Uesugi Jumpei Yamasaki 6–1, 6–1                      |                        | Sidané Pontjodikromo Alexander Weis                       |                                             |
| 31 de enero | Antalya, Turquía Arcilla M15 Cuadro individual y dobles                       | Evgenii Tiurnev 7–6(9–7), 6–7(5–7), 7–5                    |                        | Cezar Crețu                                               |                                             |
| 31 de enero | Antalya, Turquía Arcilla M15 Cuadro individual y dobles                       | Hong Seong-chan Nam Ji-sung 6–4, 6–4                       |                        | Sarp Ağabigün Mircea-Alexandru Jecan                      |                                             |

#### Torneos en febrero
| 7 de febrero  | Canberra, Australia Dura M25 Cuadro individual y dobles                 | Dane Sweeny 6–3, 4–6, 7–5                                  | Akira Santillan                             |
| 7 de febrero  | Canberra, Australia Dura M25 Cuadro individual y dobles                 | Akira Santillan Rubin Statham 6–4, 6–3                     | Calum Puttergill Naoki Tajima               |
| 7 de febrero  | Sharm El Sheikh, Egipto Dura M25 Cuadro individual y dobles             | Hsu Yu-hsiou 6–3, 6–2                                      | Marek Gengel                                |
| 7 de febrero  | Sharm El Sheikh, Egipto Dura M25 Cuadro individual y dobles             | Marek Gengel Lukáš Rosol 6–4, 6–3                          | Sanjar Fayziev Sergey Fomin                 |
| 7 de febrero  | Cancún, México Dura M25 Cuadro individual y dobles                      | JC Aragone 6–1, 6–3                                        | Lucas Gerch                                 |
| 7 de febrero  | Cancún, México Dura M25 Cuadro individual y dobles                      | JC Aragone Peter Polansky 6–2, 6–4                         | Boris Arias Federico Zeballos               |
| 7 de febrero  | Shrewsbury, Reino Unido Dura (indoor) M25 Cuadro individual y dobles    | Alastair Gray 7–5, 6–1                                     | Harry Wendelken                             |
| 7 de febrero  | Shrewsbury, Reino Unido Dura (indoor) M25 Cuadro individual y dobles    | Anton Matusevich Joshua Paris 6–4, 6–4                     | Oscar Weightman Harry Wendelken             |
| 7 de febrero  | Punta Cana, República Dominicana Arcilla M15 Cuadro individual y dobles | Francisco Comesaña 4–6, 7–5, 6–1                           | Roberto Cid Subervi                         |
| 7 de febrero  | Punta Cana, República Dominicana Arcilla M15 Cuadro individual y dobles | David Pichler Oleg Prihodko 6–3, 6–3                       | Jurgen Briand Alexis Musialek               |
| 7 de febrero  | Grenoble, Francia Dura (indoor) M15 Cuadro individual y dobles          | Alexey Vatutin 6–4, 6–1                                    | Sascha Gueymard Wayenburg                   |
| 7 de febrero  | Grenoble, Francia Dura (indoor) M15 Cuadro individual y dobles          | Arthur Bouquier Martin Breysach 6–2, 6–3                   | Louroi Martinez Leandro Riedi               |
| 7 de febrero  | Monastir, Túnez Dura M15 Cuadro individual y dobles                     | Guy den Ouden 7–5, 5–7, 7–5                                | Jakub Paul                                  |
| 7 de febrero  | Monastir, Túnez Dura M15 Cuadro individual y dobles                     | Antonín Bolardt Andrew Paulson 6–0, 7–5                    | Shinji Hazawa Ryan Nijboer                  |
| 7 de febrero  | Antalya, Turquía Arcilla M15 Cuadro individual y dobles                 | Lukas Neumayer 6–2, 6–2                                    | Martín Cuevas                               |
| 7 de febrero  | Antalya, Turquía Arcilla M15 Cuadro individual y dobles                 | Martín Cuevas Àlex Martí Pujolràs 3–6, 6–3, [10–4]         | Adam Moundir Nicolas Parizzia               |
| 7 de febrero  | Naples, Estados Unidos Arcilla M15 Cuadro individual y dobles           | Pedro Boscardin Dias 6–3, 7–6(7–5)                         | Murkel Dellien                              |
| 7 de febrero  | Naples, Estados Unidos Arcilla M15 Cuadro individual y dobles           | Pedro Boscardin Dias José Pereira 0–6, 6–2, [14–12]        | Colin Markes Kiranpal Pannu                 |
| 14 de febrero | Canberra, Australia Dura M25 Cuadro individual y dobles                 | Dane Sweeny 5–7, 7–6(8–6), 6–3                             | James McCabe                                |
| 14 de febrero | Canberra, Australia Dura M25 Cuadro individual y dobles                 | Dane Sweeny Li Tu 5–7, 7–5                                 | Jayden Court David Hough                    |
| 14 de febrero | Cancún, México Dura M25 Cuadro individual y dobles                      | Keegan Smith 6–4, 6–1                                      | Lucas Gerch                                 |
| 14 de febrero | Cancún, México Dura M25 Cuadro individual y dobles                      | Geoffrey Blancaneaux Michail Pervolarakis 6–2, 4–6, [11–9] | Boris Arias Federico Zeballos               |
| 14 de febrero | Antalya, Turquía Arcilla M25 Cuadro individual y dobles                 | Riccardo Bonadio 6–3, 3–6, 7–5                             | Martín Cuevas                               |
| 14 de febrero | Antalya, Turquía Arcilla M25 Cuadro individual y dobles                 | Mircea-Alexandru Jecan Ștefan Paloși 6–1, 6–3              | Tuna Altuna Khumoyun Sultanov               |
| 14 de febrero | Glasgow, Reino Unido Dura (indoor) M25 Cuadro individual y dobles       | Alastair Gray 6–3, 6–7(6–8), 7–6(7–4)                      | Henri Squire                                |
| 14 de febrero | Glasgow, Reino Unido Dura (indoor) M25 Cuadro individual y dobles       | Gijs Brouwer Aidan McHugh 4–6, 7–6(7–1), [10–4]            | Charles Broom Constantin Frantzen           |
| 14 de febrero | Punta Cana, República Dominicana Arcilla M15 Cuadro individual y dobles | Edoardo Lavagno 6–4, 6–3                                   | Mátyás Füle                                 |
| 14 de febrero | Punta Cana, República Dominicana Arcilla M15 Cuadro individual y dobles | David Pichler Oleg Prihodko 6–0, 6–2                       | Conner Huertas del Pino Jorge Panta         |
| 14 de febrero | Sharm El Sheikh, Egipto Dura M15 Cuadro individual y dobles             | Lee Duck-hee 6–2, 1–6, 7–5                                 | Ben Patael                                  |
| 14 de febrero | Sharm El Sheikh, Egipto Dura M15 Cuadro individual y dobles             | David Ionel Samuel Vincent Ruggeri 5–7, 7–6(7–4), [10–8]   | Daniele Capecchi Luigi Sorrentino           |
| 14 de febrero | Oberhaching, Alemania Dura (indoor) M15 Cuadro individual y dobles      | Marvin Möller 6–3, 4–6, 7–5                                | Sascha Gueymard Wayenburg                   |
| 14 de febrero | Oberhaching, Alemania Dura (indoor) M15 Cuadro individual y dobles      | Petr Nouza Giovanni Oradini 3–6, 6–3, [13–11]              | Edan Leshem Colin Sinclair                  |
| 14 de febrero | Monastir, Túnez Dura M15 Cuadro individual y dobles                     | Alberto Barroso Campos 6–2, 6–0                            | Andrew Paulson                              |
| 14 de febrero | Monastir, Túnez Dura M15 Cuadro individual y dobles                     | Shinji Hazawa Kaito Uesugi 7–6(7–5), 6–4                   | Alberto Barroso Campos Imanol López Morillo |
| 14 de febrero | Naples, Estados Unidos Arcilla M15 Cuadro individual y dobles           | Jonathan Mridha 6–2, 7–6(7–4)                              | Evan Zhu                                    |
| 14 de febrero | Naples, Estados Unidos Arcilla M15 Cuadro individual y dobles           | Blu Baker Jesse Witten 6–7(4–7), 6–4, [13–11]              | Ezekiel Clark Evan Zhu                      |
| 21 de febrero | Santo Domingo, República Dominicana Dura M25 Cuadro individual y dobles | Wu Tung-lin 7–5, 6–3                                       | Nick Hardt                                  |
| 21 de febrero | Santo Domingo, República Dominicana Dura M25 Cuadro individual y dobles | Rinky Hijikata Henry Patten 2–6, 7–6(7–4), [10–3]          | Hsu Yu-hsiou Wu Tung-lin                    |
| 21 de febrero | Nur-Sultan, Kazajistán Dura (indoor) M25 Cuadro individual y dobles     | David Poljak 6–5, ret.                                     | Konstantin Kravchuk                         |
| 21 de febrero | Nur-Sultan, Kazajistán Dura (indoor) M25 Cuadro individual y dobles     | Ivan Liutarevich Vladyslav Manafov 6–3, 6–7(1–7), [11–9]   | Petr Bar Biryukov Evgeny Karlovskiy         |
| 21 de febrero | Vale do Lobo, Portugal Dura M25 Cuadro individual y dobles              | Laurent Lokoli 6–2, 6–1                                    | Alejandro Moro Cañas                        |
| 21 de febrero | Vale do Lobo, Portugal Dura M25 Cuadro individual y dobles              | Dalibor Svrčina Michael Vrbenský 3–6, 6–4, [10–7]          | Francisco Cabral Peter Heller               |
| 21 de febrero | Antalya, Turquía Arcilla M25 Cuadro individual y dobles                 | Alexander Shevchenko 6–2, 6–1                              | Martín Cuevas                               |
| 21 de febrero | Antalya, Turquía Arcilla M25 Cuadro individual y dobles                 | Cezar Crețu Mircea-Alexandru Jecan 4–6, 6–1, [11–9]        | Martín Cuevas Àlex Martín Pujolràs          |
| 21 de febrero | Sharm El Sheikh, Egipto Dura M15 Cuadro individual y dobles             | David Ionel 6–3, 4–6, 6–1                                  | Matteo Gigante                              |
| 21 de febrero | Sharm El Sheikh, Egipto Dura M15 Cuadro individual y dobles             | Mattia Bellucci Federico Iannaccone 6–2, 6–2               | Matteo Gigante Marco Miceli                 |
| 21 de febrero | Monastir, Túnez Dura M15 Cuadro individual y dobles                     | Francesco Passaro 7–6(7–3), 6–2                            | Térence Atmane                              |
| 21 de febrero | Monastir, Túnez Dura M15 Cuadro individual y dobles                     | Olivier Rojas Mathieu Scaglia 7–6(7–4), 6–0                | Martin Breysach Timo Legout                 |
| 21 de febrero | Naples, Estados Unidos Arcilla M15 Cuadro individual y dobles           | Shang Juncheng 7–6(7–4), 7–6(7–1)                          | Felix Corwin                                |
| 21 de febrero | Naples, Estados Unidos Arcilla M15 Cuadro individual y dobles           | Ezekiel Clark Evan Zhu 3–6, 6–3, [10–8]                    | Blu Baker Jesse Witten                      |
| 28 de febrero | Bendigo, Australia Dura M25 Cuadro individual y dobles                  | vs                                                         | vs                                          |
| 28 de febrero | Bendigo, Australia Dura M25 Cuadro individual y dobles                  | / vs /                                                     |                                             |
| 28 de febrero | Santo Domingo, República Dominicana Dura M25 Cuadro individual y dobles | vs                                                         | vs                                          |
| 28 de febrero | Santo Domingo, República Dominicana Dura M25 Cuadro individual y dobles | / vs /                                                     |                                             |
| 28 de febrero | Trento, Italia Dura (indoor) M25 Cuadro individual y dobles             | vs                                                         | vs                                          |
| 28 de febrero | Trento, Italia Dura (indoor) M25 Cuadro individual y dobles             | / vs /                                                     |                                             |
| 28 de febrero | Nur-Sultan, Kazajistán Dura (indoor) M25 Cuadro individual y dobles     | vs                                                         | vs                                          |
| 28 de febrero | Nur-Sultan, Kazajistán Dura (indoor) M25 Cuadro individual y dobles     | / vs /                                                     |                                             |
| 28 de febrero | Faro, Portugal Dura M25 Cuadro individual y dobles                      | vs                                                         | vs                                          |
| 28 de febrero | Faro, Portugal Dura M25 Cuadro individual y dobles                      | / vs /                                                     |                                             |
| 28 de febrero | Sharm El Sheikh, Egipto Dura M15 Cuadro individual y dobles             | vs                                                         | vs                                          |
| 28 de febrero | Sharm El Sheikh, Egipto Dura M15 Cuadro individual y dobles             | / vs /                                                     |                                             |
| 28 de febrero | Torelló, España Dura M15 Cuadro individual y dobles                     | vs                                                         | vs                                          |
| 28 de febrero | Torelló, España Dura M15 Cuadro individual y dobles                     | / vs /                                                     |                                             |
| 28 de febrero | Monastir, Túnez Dura M15 Cuadro individual y dobles                     | vs                                                         | vs                                          |
| 28 de febrero | Monastir, Túnez Dura M15 Cuadro individual y dobles                     | / vs /                                                     |                                             |
| 28 de febrero | Antalya, Turquía Arcilla M15 Cuadro individual y dobles                 | vs                                                         | vs                                          |
| 28 de febrero | Antalya, Turquía Arcilla M15 Cuadro individual y dobles                 | / vs /                                                     |                                             |

#### Torneos en marzo
| 7 de marzo  | Bendigo, Australia Dura M25 Cuadro individual y dobles               | Omar Jasika 6–1, 6–2                                       | James McCabe                                     |
| 7 de marzo  | Bendigo, Australia Dura M25 Cuadro individual y dobles               | Akira Santillan Philip Sekulic 7–5, 6–7(7–9), [10–7]       | Dane Sweeny Li Tu                                |
| 7 de marzo  | Poreč, Croacia Arcilla M25 Cuadro individual y dobles                | Filip Misolic 3–6, 7–6(7–4), 6–2                           | Oriol Roca Batalla                               |
| 7 de marzo  | Poreč, Croacia Arcilla M25 Cuadro individual y dobles                | Aristotelis Thanos Petros Tsitsipas 7–6(7–4), 4–6, [10–7]  | Titouan Droguet Ergi Kırkın                      |
| 7 de marzo  | Portimão, Portugal Dura M25 Cuadro individual y dobles               | Marius Copil 7–5, 6–2                                      | Alexey Vatutin                                   |
| 7 de marzo  | Portimão, Portugal Dura M25 Cuadro individual y dobles               | Hsu Yu-hsiou Neil Oberleitner 6–3, 3–6, [10–7]             | Maximilian Neuchrist Kai Wehnelt                 |
| 7 de marzo  | Antalya, Turquía Arcilla M25 Cuadro individual y dobles              | Nerman Fatić 7–6(7–4), 6–4                                 | Oleksii Krutykh                                  |
| 7 de marzo  | Antalya, Turquía Arcilla M25 Cuadro individual y dobles              | Sarp Ağabigün Oleksii Krutykh 6–4, 7–6(7–3)                | Román Andrés Burruchaga Alexander Weis           |
| 7 de marzo  | Sharm El Sheikh, Egipto Dura M15 Cuadro individual y dobles          | Saba Purtseladze 6–4, 6–4                                  | Park Ui-sung                                     |
| 7 de marzo  | Sharm El Sheikh, Egipto Dura M15 Cuadro individual y dobles          | Jiří Barnat Filip Duda 6–3, 6–2                            | Sergey Fomin Park Ui-sung                        |
| 7 de marzo  | Créteil, Francia Dura (indoor) M15 Cuadro individual y dobles        | Clément Tabur 7–5, 6–1                                     | Axel Garcian                                     |
| 7 de marzo  | Créteil, Francia Dura (indoor) M15 Cuadro individual y dobles        | Arthur Bouquier Martin Breysach 6–1, 3–6, [13–11]          | Théo Arribagé Luca Sanchez                       |
| 7 de marzo  | Bhopal, India Dura M15 Cuadro individual y dobles                    | Arjun Kadhe 7–6(7–2), 6–4                                  | Sidharth Rawat                                   |
| 7 de marzo  | Bhopal, India Dura M15 Cuadro individual y dobles                    | Yuki Bhambri Saketh Myneni 6–4, 6–1                        | Lohithaksha Bathrinath Abhinav Sanjeev Shanmugam |
| 7 de marzo  | Monastir, Túnez Dura M15 Cuadro individual y dobles                  | Lucas Catarina 6–4, 6–1                                    | Térence Atmane                                   |
| 7 de marzo  | Monastir, Túnez Dura M15 Cuadro individual y dobles                  | Robin Bertrand Jarno Jans 6–4, 1–6, [10–6]                 | Eliakim Coulibaly Yankı Erel                     |
| 14 de marzo | Anapoima, Colombia Arcilla M25 Cuadro individual y dobles            | Alejo Lorenzo Lingua Lavallén 6–3, 6–0                     | Oleg Prihodko                                    |
| 14 de marzo | Anapoima, Colombia Arcilla M25 Cuadro individual y dobles            | Arklon Huertas del Pino Conner Huertas del Pino 6–3, 6–3   | Valerio Aboian Pedro Boscardin Dias              |
| 14 de marzo | Rovinj, Croacia Arcilla M25 Cuadro individual y dobles               | Javier Barranco Cosano 6–1, 6–1                            | Dalibor Svrčina                                  |
| 14 de marzo | Rovinj, Croacia Arcilla M25 Cuadro individual y dobles               | David Pichler Dalibor Svrčina 4–6, 6–2, [10–7]             | Giovanni Fonio Alexandar Lazarov                 |
| 14 de marzo | Loulé, Portugal Dura M25 Cuadro individual y dobles                  | Fábián Marozsán 6–7(6–8), 6–1, 6–3                         | Lucas Miedler                                    |
| 14 de marzo | Loulé, Portugal Dura M25 Cuadro individual y dobles                  | Hsu Yu-hsiou Neil Oberleitner 7–5, 7–5                     | Pedro Araújo Guy den Ouden                       |
| 14 de marzo | Trimbach, Suiza Carpet (indoor) M25 Cuadro individual y dobles       | Leandro Riedi 6–2, 6–2                                     | Alastair Gray                                    |
| 14 de marzo | Trimbach, Suiza Carpet (indoor) M25 Cuadro individual y dobles       | Petr Nouza Andrew Paulson 6–4, 6–4                         | Daniel Masur Yannik Steinegger                   |
| 14 de marzo | Antalya, Turquía Arcilla M25 Cuadro individual y dobles              | Oleksii Krutykh 6–4, 4–6, 6–2                              | Billy Harris                                     |
| 14 de marzo | Antalya, Turquía Arcilla M25 Cuadro individual y dobles              | Sanjar Fayziev Markos Kalovelonis 6–2, 6–4                 | Moez Echargui Alexander Weis                     |
| 14 de marzo | Bakersfield, Estados Unidos Dura M25 Cuadro individual y dobles      | Rinky Hijikata 6–1, 7–5                                    | Keegan Smith                                     |
| 14 de marzo | Bakersfield, Estados Unidos Dura M25 Cuadro individual y dobles      | Nam Ji-sung Song Min-kyu 6–2, 6–0                          | Daniel Cukierman Ruan Roelofse                   |
| 14 de marzo | Sharm El Sheikh, Egipto Dura M15 Cuadro individual y dobles          | Samuel Vincent Ruggeri 7–5, 6–1                            | Giovanni Oradini                                 |
| 14 de marzo | Sharm El Sheikh, Egipto Dura M15 Cuadro individual y dobles          | Franciasco Vilardo Samuel Vincent Ruggeri 4–6, 6–3, [10–8] | Filip Bergevi Simon Freund                       |
| 14 de marzo | Poitiers, Francia Dura (indoor) M15 Cuadro individual y dobles       | Mattia Bellucci 6–3, 6–7(6–8), 7–6(7–5)                    | Pierre Delage                                    |
| 14 de marzo | Poitiers, Francia Dura (indoor) M15 Cuadro individual y dobles       | Arthur Bouquier Martin Breysach 6–4, 6–4                   | Ben Jones Daniel Little                          |
| 14 de marzo | Bengaluru, India Dura M15 Cuadro individual y dobles                 | Arjun Kadhe 6–3, 3–6, 6–1                                  | Sidharth Rawat                                   |
| 14 de marzo | Bengaluru, India Dura M15 Cuadro individual y dobles                 | Julian Cash Arjun Kadhe 7–6(7–5), 3–6, [10–7]              | Mukund Sasikumar Vishnu Vardhan                  |
| 14 de marzo | Marrakech, Marruecos Arcilla M15 Cuadro individual y dobles          | David Ionel 6–3, 6–2                                       | Alexis Musialek                                  |
| 14 de marzo | Marrakech, Marruecos Arcilla M15 Cuadro individual y dobles          | Fermín Tenti Mick Veldheer 7–6(7–4), 6–1                   | Stefano Battaglino Edoardo Lavagno               |
| 14 de marzo | Palma Nova, España Arcilla M15 Cuadro individual y dobles            | Carlos López Montagud 6–1, 7–5                             | Oscar José Gutierrez                             |
| 14 de marzo | Palma Nova, España Arcilla M15 Cuadro individual y dobles            | Ștefan Paloși Andrea Picchione 7–5, 6–3                    | Louroi Martinez Nicolas Parizzia                 |
| 14 de marzo | Monastir, Túnez Dura M15 Cuadro individual y dobles                  | Skander Mansouri 7–5, 4–6, 6–0                             | Arnaud Bovy                                      |
| 14 de marzo | Monastir, Túnez Dura M15 Cuadro individual y dobles                  | Li Hanwen Mateo Nicolás Martínez 6–1, 2–6, [10–8]          | Aziz Dougaz Alex Knaff                           |
| 21 de marzo | Canberra, Australia Arcilla M25 Cuadro individual y dobles           | Jason Kubler 7–6(7–3), 6–1                                 | Tristan Schoolkate                               |
| 21 de marzo | Canberra, Australia Arcilla M25 Cuadro individual y dobles           | Dane Sweeny Li Tu 7–6(7–5), 3–6, [10–7]                    | Matthew Romios Eric Vanshelboim                  |
| 21 de marzo | Medellín, Colombia Arcilla M25 Cuadro individual y dobles            | Benjamin Lock 7–6(7–3), 4–6, 7–6(7–5)                      | Oliver Crawford                                  |
| 21 de marzo | Medellín, Colombia Arcilla M25 Cuadro individual y dobles            | Benjamin Lock Courtney John Lock 4–6, 6–4, [10–6]          | Akira Santillan Rubin Statham                    |
| 21 de marzo | Opatija, Croacia Arcilla M25 Cuadro individual y dobles              | Máté Valkusz 4–6, 6–4, 6–2                                 | Riccardo Bonadio                                 |
| 21 de marzo | Opatija, Croacia Arcilla M25 Cuadro individual y dobles              | Zvonimir Babić Petros Tsitsipas 6–3, 4–6, [10–8]           | Riccardo Bonadio Michael Vrbenský                |
| 21 de marzo | Toulouse-Balma, Francia Dura (indoor) M25 Cuadro individual y dobles | Kenny de Schepper 6–3, 6–3                                 | Lý Hoàng Nam                                     |
| 21 de marzo | Toulouse-Balma, Francia Dura (indoor) M25 Cuadro individual y dobles | Ben Jones Daniel Little 7–5, 6–4                           | Théo Arribagé Luca Sanchez                       |
| 21 de marzo | Quinta do Lago, Portugal Dura M25 Cuadro individual y dobles         | Valentin Vacherot 6–4, 6–3                                 | Hsu Yu-hsiou                                     |
| 21 de marzo | Quinta do Lago, Portugal Dura M25 Cuadro individual y dobles         | Hsu Yu-hsiou Neil Oberleitner 7–5, 4–6, [10–8]             | Fábio Coelho Gonçalo Falcão                      |
| 21 de marzo | Calabasas, Estados Unidos Dura M25 Cuadro individual y dobles        | Rinky Hijikata 7–5, 6–2                                    | Charles Broom                                    |
| 21 de marzo | Calabasas, Estados Unidos Dura M25 Cuadro individual y dobles        | Nam Ji-sung Song Min-kyu 6–3, 7–6(7–4)                     | Charles Broom Henry Patten                       |
| 21 de marzo | Sharm El Sheikh, Egipto Dura M15 Cuadro individual y dobles          | Giovanni Oradini 2–6, 6–3, 6–1                             | Kirill Kivattsev                                 |
| 21 de marzo | Sharm El Sheikh, Egipto Dura M15 Cuadro individual y dobles          | Petr Bar Biryukov Marat Sharipov 6–7(6–8), 6–3, [10–8]     | Francis Alcantara Kelsey Stevenson               |
| 21 de marzo | New Delhi, India Dura M15 Cuadro individual y dobles                 | Sidharth Rawat 6–3, 6–2                                    | S.D. Prajwal Dev                                 |
| 21 de marzo | New Delhi, India Dura M15 Cuadro individual y dobles                 | Yuki Bhambri Saketh Myneni 6–4, 6–2                        | Anirudh Chandrasekar Vishnu Vardhan              |
| 21 de marzo | Marrakech, Marruecos Arcilla M15 Cuadro individual y dobles          | Edoardo Lavagno 6–4, 6–2                                   | David Ionel                                      |
| 21 de marzo | Marrakech, Marruecos Arcilla M15 Cuadro individual y dobles          | Philip Bachmaier Ilya Rudiukov 5–7, 7–6(7–2), [12–10]      | Florent Bax Arthur Weber                         |
| 21 de marzo | Palma Nova, España Arcilla M15 Cuadro individual y dobles            | Carlos López Montagud 7–5, 3–6, 7–6(7–0)                   | Oscar José Gutierrez                             |
| 21 de marzo | Palma Nova, España Arcilla M15 Cuadro individual y dobles            | Andrea Picchione Gabriele Piraino 7–5, 6–1                 | Carlos López Montagud Benjamín Winter López      |
| 21 de marzo | Monastir, Túnez Dura M15 Cuadro individual y dobles                  | Alexander Donski 6–2, 5–7, 6–3                             | Térence Atmane                                   |
| 21 de marzo | Monastir, Túnez Dura M15 Cuadro individual y dobles                  | Aziz Dougaz Alex Knaff 6–2, 6–4                            | Tomohiro Masabayashi Ren Nakamura                |
| 21 de marzo | Antalya, Turquía Arcilla M15 Cuadro individual y dobles              | Yuki Mochizuki 3–6, 6–1, 6–1                               | Gianmarco Ferrari                                |
| 21 de marzo | Antalya, Turquía Arcilla M15 Cuadro individual y dobles              | Ivan Gakhov Ivan Liutarevich 6–4, 6–2                      | Umut Akkoyun Mert Naci Türker                    |
| 28 de marzo | Rosario, Argentina Arcilla M25 Cuadro individual y dobles            | Santiago Rodríguez Taverna 4–6, 6–3, 6–3                   | Gonzalo Villanueva                               |
| 28 de marzo | Rosario, Argentina Arcilla M25 Cuadro individual y dobles            | Murkel Dellien Arklon Huertas del Pino 6–3, 6–3            | Tomás Farjat Ignacio Monzón                      |
| 28 de marzo | Canberra, Australia Arcilla M25 Cuadro individual y dobles           | Jason Kubler 1–6, 6–3, 7–6(7–4)                            | Omar Jasika                                      |
| 28 de marzo | Canberra, Australia Arcilla M25 Cuadro individual y dobles           | Adam Taylor Jason Taylor 7–6(8–6), 4–6, [14–12]            | Matthew Romios Eric Vanshelboim                  |
| 28 de marzo | Sharm El Sheikh, Egipto Dura M15 Cuadro individual y dobles          | Péter Fajta 7–6(7–5), 6–4                                  | Dominik Böhler                                   |
| 28 de marzo | Sharm El Sheikh, Egipto Dura M15 Cuadro individual y dobles          | Franciasco Vilardo Samuel Vincent Ruggeri 7–5, 6–4         | Alibek Kachmazov Marat Sharipov                  |
| 28 de marzo | Monastir, Túnez Dura M15 Cuadro individual y dobles                  | Oscar Weightman 6–2, 6–2                                   | Jumpei Yamasaki                                  |
| 28 de marzo | Monastir, Túnez Dura M15 Cuadro individual y dobles                  | Szymon Kielan Michał Mikuła 7–6(7–4), 6–7(2–7), [10–2]     | Constantin Frantzen Tim Sandkaulen               |
| 28 de marzo | Antalya, Turquía Arcilla M15 Cuadro individual y dobles              | Hamad Međedović 6–0, 6–1                                   | Timo Stodder                                     |
| 28 de marzo | Antalya, Turquía Arcilla M15 Cuadro individual y dobles              | Yuki Mochizuki Kaito Uesugi 6–4, 1–6, [10–8]               | Fletcher Scott Timo Stodder                      |

#### Torneos en abril
| 4 de abril  | Rosario, Argentina Arcilla M25 Cuadro individual y dobles               | Gonzalo Villanueva 3–6, 6–4, 6–1                           | Franco Emanuel Egea                          |
| 4 de abril  | Rosario, Argentina Arcilla M25 Cuadro individual y dobles               | Murkel Dellien Arklon Huertas del Pino 6–3, 7–5            | Román Andrés Burruchaga Juan Ignacio Galarza |
| 4 de abril  | Reus, España Arcilla M25 Cuadro individual y dobles                     | Àlex Martí Pujolràs 3–6, 6–2, 7–6(7–3)                     | Ugo Blanchet                                 |
| 4 de abril  | Reus, España Arcilla M25 Cuadro individual y dobles                     | Peter Heller Mark Vervoort Walkover                        | Dali Blanch Alejandro Manzanera Pertusa      |
| 4 de abril  | Dubrovnik, Croacia Arcilla M15 Cuadro individual y dobles               | Gergely Madarász 6–2, 6–0                                  | Dino Prižmić                                 |
| 4 de abril  | Dubrovnik, Croacia Arcilla M15 Cuadro individual y dobles               | Božo Barun Alen Rogić Hadžalić 6–4, 5–7, [10–7]            | Gabriel Donev Simon Anthony Ivanov           |
| 4 de abril  | Sharm El Sheikh, Egipto Dura M15 Cuadro individual y dobles             | Alibek Kachmazov 6–2, 6–4                                  | Samuel Vincent Ruggeri                       |
| 4 de abril  | Sharm El Sheikh, Egipto Dura M15 Cuadro individual y dobles             | Franciasco Vilardo Samuel Vincent Ruggeri 6–4, 5–7, [10–8] | Filip Bergevi Patrik Niklas-Salminen         |
| 4 de abril  | Chiang Rai, Tailandia Dura M15 Cuadro individual y dobles               | Nam Ji-sung 6–2, 6–4                                       | Bai Yan                                      |
| 4 de abril  | Chiang Rai, Tailandia Dura M15 Cuadro individual y dobles               | Hong Seong-chan Kim Cheong-eui 4–6, 7–6(7–2), [10–8]       | Nam Ji-sung Song Min-kyu                     |
| 4 de abril  | Monastir, Túnez Dura M15 Cuadro individual y dobles                     | Joris De Loore 6–4, 6–3                                    | Szymon Kielan                                |
| 4 de abril  | Monastir, Túnez Dura M15 Cuadro individual y dobles                     | Charles Broom Constantin Frantzen 7–5, 2–6, [10–8]         | Li Zhe Bu Yunchaokete                        |
| 4 de abril  | Antalya, Turquía Arcilla M15 Cuadro individual y dobles                 | Hamad Međedović 6–3, 6–2                                   | Valentin Royer                               |
| 4 de abril  | Antalya, Turquía Arcilla M15 Cuadro individual y dobles                 | Rimpei Kawakami Gengo Kikuchi 1–6, 7–6(8–6), [10–3]        | Yuki Mochizuki Kaito Uesugi                  |
| 11 de abril | Santa Margherita di Pula, Italia Arcilla M25 Cuadro individual y dobles | Laurent Lokoli 7–5, 6–3                                    | Felix Gill                                   |
| 11 de abril | Santa Margherita di Pula, Italia Arcilla M25 Cuadro individual y dobles | Omar Giacalone Alexander Weis 6–1, 3–6, [10–6]             | Matteo Gigante Franciasco Maestrelli         |
| 11 de abril | Nottingham, Reino Unido Dura M25 Cuadro individual y dobles             | Hiroki Moriya 3–6, 6–0, 6–2                                | Antoine Escoffier                            |
| 11 de abril | Nottingham, Reino Unido Dura M25 Cuadro individual y dobles             | Ruben Bemelmans Joris De Loore 7–5, 7–5                    | Anirudh Chandrasekar Vijay Sundar Prashanth  |
| 11 de abril | Cairo, Egipto Arcilla M15 Cuadro individual y dobles                    | Valerio Aboian 4–6, 7–6(8–6), 6–2                          | Cezar Crețu                                  |
| 11 de abril | Cairo, Egipto Arcilla M15 Cuadro individual y dobles                    | Kai Lemstra Neil Oberleitner 7–6(10–8), 6–4                | Cezar Crețu Volodymyr Uzhylovskyi            |
| 11 de abril | Chiang Rai, Tailandia Dura M15 Cuadro individual y dobles               | Hong Seong-chan 6–3, 3–6, 7–5                              | Lý Hoàng Nam                                 |
| 11 de abril | Chiang Rai, Tailandia Dura M15 Cuadro individual y dobles               | Nam Ji-sung Song Min-kyu 6–1, 6–4                          | Shinji Hazawa Takuto Niki                    |
| 11 de abril | Monastir, Túnez Dura M15 Cuadro individual y dobles                     | Mattia Bellucci 7–6(7–4), 6–3                              | Maximilian Neuchrist                         |
| 11 de abril | Monastir, Túnez Dura M15 Cuadro individual y dobles                     | Arthur Bouquier Martin Breysach 6–2, 6–3                   | Federico Agustín Gómez Kirill Kivattsev      |
| 11 de abril | Antalya, Turquía Arcilla M15 Cuadro individual y dobles                 | Mathys Erhard 6–4, 6–1                                     | Ilya Snițari                                 |
| 11 de abril | Antalya, Turquía Arcilla M15 Cuadro individual y dobles                 | Yuki Mochizuki Kaito Uesugi 6–4, 6–4                       | Nicolas Parizzia Damien Wenger               |
| 11 de abril | Sunrise, Estados Unidos Arcilla M15 Cuadro individual y dobles          | Sekou Bangoura 6–4, 6–2                                    | Evan Zhu                                     |
| 11 de abril | Sunrise, Estados Unidos Arcilla M15 Cuadro individual y dobles          | Alexander Cozbinov Ruan Roelofse 6–4, 6–4                  | Alec Deckers Alex Knaff                      |
| 18 de abril | Angers, Francia Arcilla (indoor) M25 Cuadro individual y dobles         | Titouan Droguet 6–1, 6–1                                   | Lucas Catarina                               |
| 18 de abril | Angers, Francia Arcilla (indoor) M25 Cuadro individual y dobles         | Titouan Droguet Sascha Gueymard Wayenburg 6–3, 4–6, [10–3] | Lucas Bouquet Alexis Musialek                |
| 18 de abril | Santa Margherita di Pula, Italia Arcilla M25 Cuadro individual y dobles | Franciasco Maestrelli 6–1, 6–3                             | Edoardo Lavagno                              |
| 18 de abril | Santa Margherita di Pula, Italia Arcilla M25 Cuadro individual y dobles | Edoardo Lavagno Giorgio Ricca 7–6(7–3), 6–4                | Federico Arnaboldi Gianmarco Ferrari         |
| 18 de abril | Nottingham, Reino Unido Dura M25 Cuadro individual y dobles             | Brandon Holt 7–6(7–2), 7–5                                 | Henry Patten                                 |
| 18 de abril | Nottingham, Reino Unido Dura M25 Cuadro individual y dobles             | Julian Cash Henry Patten 6–1, 6–4                          | Anirudh Chandrasekar Vijay Sundar Prashanth  |
| 18 de abril | Cairo, Egipto Arcilla M15 Cuadro individual y dobles                    | Andrey Chepelev 6–4, 7–6(8–6)                              | Rémy Bertola                                 |
| 18 de abril | Cairo, Egipto Arcilla M15 Cuadro individual y dobles                    | Lorenzo Joaquín Rodríguez Ilya Rudiukov 7–5, 6–4           | Francis Alcantara Colin Sinclair             |
| 18 de abril | Shymkent, Kazajistán Arcilla M15 Cuadro individual y dobles             | Ivan Gakhov 6–3, 6–4                                       | Eric Vanshelboim                             |
| 18 de abril | Shymkent, Kazajistán Arcilla M15 Cuadro individual y dobles             | Alibek Kachmazov Marat Sharipov 6–2, 6–3                   | Aleksandre Bakshi Yan Bondarevskiy           |
| 18 de abril | Chiang Rai, Tailandia Dura M15 Cuadro individual y dobles               | Omar Jasika 6–1, 7–6(7–1)                                  | Dayne Kelly                                  |
| 18 de abril | Chiang Rai, Tailandia Dura M15 Cuadro individual y dobles               | Nam Ji-sung Song Min-kyu 6–2, 6–4                          | Bai Yan Kim Cheong-eui                       |
| 18 de abril | Monastir, Túnez Dura M15 Cuadro individual y dobles                     | Bu Yunchaokete 6–4, 6–2                                    | Mattia Bellucci                              |
| 18 de abril | Monastir, Túnez Dura M15 Cuadro individual y dobles                     | Arthur Bouquier Martin Breysach 6–3, 6–4                   | Giovanni Oradini Adrià Soriano Barrera       |
| 18 de abril | Antalya, Turquía Arcilla M15 Cuadro individual y dobles                 | Dragoș Nicolae Mădăraș 6–4, 6–2                            | Oleg Prihodko                                |
| 18 de abril | Antalya, Turquía Arcilla M15 Cuadro individual y dobles                 | Robert Strombachs Kai Wehnelt 6–2, 6–4                     | Vladimir Filip Dragoș Nicolae Mădăraș        |
| 18 de abril | Orange Park, Estados Unidos Arcilla M15 Cuadro individual y dobles      | Wu Yibing 7–6(7–4), 7–5                                    | Michael Zheng                                |
| 18 de abril | Orange Park, Estados Unidos Arcilla M15 Cuadro individual y dobles      | Abraham Asaba Sekou Bangoura 7–6(7–2), 3–6, [11–9]         | Aidan Mayo Govind Nanda                      |
| 25 de abril | Split, Croacia Arcilla M25 Cuadro individual y dobles                   | Viacheslav Bielinskyi 6–2, 6–3                             | Rudolf Molleker                              |
| 25 de abril | Split, Croacia Arcilla M25 Cuadro individual y dobles                   | Luka Mikrut Mili Poljičak 2–6, 6–4, [10–8]                 | Théo Arribagé Luca Sanchez                   |
| 25 de abril | Cairo, Egipto Arcilla M25 Cuadro individual y dobles                    | Li Tu 6–4, 3–6, 6–3                                        | Colin Sinclair                               |
| 25 de abril | Cairo, Egipto Arcilla M25 Cuadro individual y dobles                    | Francis Alcantara Colin Sinclair 6–3, 6–3                  | Denis Klok Ilya Rudiukov                     |
| 25 de abril | Santa Margherita di Pula, Italia Arcilla M25 Cuadro individual y dobles | Laurent Lokoli 6–2, 5–7, 6–4                               | Miljan Zekić                                 |
| 25 de abril | Santa Margherita di Pula, Italia Arcilla M25 Cuadro individual y dobles | Michał Dembek Mikalai Haliak 6–1, 6–2                      | Marcello Serafini Fausto Tabacco             |
| 25 de abril | Shymkent, Kazajistán Arcilla M15 Cuadro individual y dobles             | Sean Cuenin 6–3, 7–6(7–3)                                  | Alibek Kachmazov                             |
| 25 de abril | Shymkent, Kazajistán Arcilla M15 Cuadro individual y dobles             | Sergey Fomin Eric Vanshelboim 6–3, 6–4                     | Erik Arutiunian Saba Purtseladze             |
| 25 de abril | Chiang Rai, Tailandia Dura M15 Cuadro individual y dobles               | Makoto Ochi 6–4, 6–4                                       | Rubin Statham                                |
| 25 de abril | Chiang Rai, Tailandia Dura M15 Cuadro individual y dobles               | Shinji Hazawa Yuta Shimizu 7–6(7–2), 6–1                   | Pruchya Isaro Thantub Suksumrarn             |
| 25 de abril | Monastir, Túnez Dura M15 Cuadro individual y dobles                     | Mattia Bellucci 6–1, 6–4                                   | Omni Kumar                                   |
| 25 de abril | Monastir, Túnez Dura M15 Cuadro individual y dobles                     | Mattia Bellucci Federico Iannaccone 6–2, 6–4               | Daniil Glinka Karl Kiur Saar                 |
| 25 de abril | Antalya, Turquía Arcilla M15 Cuadro individual y dobles                 | Oleg Prihodko 6–2, 6–4                                     | Pablo Llamas Ruiz                            |
| 25 de abril | Antalya, Turquía Arcilla M15 Cuadro individual y dobles                 | Oleg Prihodko Ilya Snițari 6–3, 6–3                        | Jiří Barnat Filip Duda                       |
| 25 de abril | Vero Beach, Estados Unidos Arcilla M15 Cuadro individual y dobles       | Sekou Bangoura 6–4, 6–3                                    | Ethan Quinn                                  |
| 25 de abril | Vero Beach, Estados Unidos Arcilla M15 Cuadro individual y dobles       | Nishesh Basavareddy Ricardo Rodríguez-Pace 6–4, 6–3        | Liam Draxl Millen Hurrion                    |

#### Torneos en mayo
| 2 de mayo  | Santa Margherita di Pula, Italia Arcilla M25 Cuadro individual y dobles    | Jack Pinnington Jones 7–5, 6–2                             | Giorgio Tabacco                                   |
| 2 de mayo  | Santa Margherita di Pula, Italia Arcilla M25 Cuadro individual y dobles    | Théo Arribagé Luca Sanchez 6–3, 6–4                        | Leonardo Malgaroli Marcello Serafini              |
| 2 de mayo  | Ulcinj, Montenegro Arcilla M25 Cuadro individual y dobles                  | Hamad Međedović 6–1, 6–2                                   | Àlex Martí Pujolràs                               |
| 2 de mayo  | Ulcinj, Montenegro Arcilla M25 Cuadro individual y dobles                  | Cezar Crețu Daniel Cukierman 6–4, 6–1                      | Mili Poljičak Stefan Popović                      |
| 2 de mayo  | Nottingham, Reino Unido Dura M25 Cuadro individual y dobles                | Leandro Riedi 6–1, 6–7(11–13), 6–1                         | Stuart Parker                                     |
| 2 de mayo  | Nottingham, Reino Unido Dura M25 Cuadro individual y dobles                | Julian Cash Henry Patten 7–6(7–5), 6–2                     | Charles Broom Jan Choinski                        |
| 2 de mayo  | Cairo, Egipto Arcilla M15 Cuadro individual y dobles                       | Ignacio Monzón 6–1, 6–1                                    | Tristan Schoolkate                                |
| 2 de mayo  | Cairo, Egipto Arcilla M15 Cuadro individual y dobles                       | Tristan Schoolkate Colin Sinclair 6–1, 7–5                 | David Pichler Volodymyr Uzhylovskyi               |
| 2 de mayo  | Meerbusch, Alemania Arcilla M15 Cuadro individual y dobles                 | Gauthier Onclin 6–3, 6–1                                   | Max Hans Rehberg                                  |
| 2 de mayo  | Meerbusch, Alemania Arcilla M15 Cuadro individual y dobles                 | Constantin Frantzen Tim Sandkaulen 7–6(7–5), 6–4           | Miguel Fernando Pereira Gabriel Roveri Sidney     |
| 2 de mayo  | Monastir, Túnez Dura M15 Cuadro individual y dobles                        | Skander Mansouri 6–4, 6–2                                  | Li Tu                                             |
| 2 de mayo  | Monastir, Túnez Dura M15 Cuadro individual y dobles                        | Skander Mansouri Akira Santillan 6–3, 6–0                  | Gao Xin Li Zhe                                    |
| 2 de mayo  | Antalya, Turquía Arcilla M15 Cuadro individual y dobles                    | Yuta Shimizu 2–6, 6–4, 6–3                                 | Pablo Llamas Ruiz                                 |
| 2 de mayo  | Antalya, Turquía Arcilla M15 Cuadro individual y dobles                    | Juan Pablo Cañas García Pablo Llamas Ruiz 6–4, 7–5         | Yuta Shimizu Naoki Tajima                         |
| 9 de mayo  | Praga, República Checa Arcilla M25 Cuadro individual y dobles              | Martin Krumich 7–6(7–3), 6–0                               | Jurgen Briand                                     |
| 9 de mayo  | Praga, República Checa Arcilla M25 Cuadro individual y dobles              | Daniel Cukierman Andrew Harris 6–0, 6–3                    | Filip Duda Peter Heller                           |
| 9 de mayo  | Santa Margherita di Pula, Italia Arcilla M25 Cuadro individual y dobles    | Michael Geerts 6–3, 3–6, 6–1                               | Alexander Weis                                    |
| 9 de mayo  | Santa Margherita di Pula, Italia Arcilla M25 Cuadro individual y dobles    | Benjamin Lock Courtney John Lock 6–4, 3–6, [10–8]          | Adam Taylor Jason Taylor                          |
| 9 de mayo  | Kalmar, Suecia Arcilla M25 Cuadro individual y dobles                      | Louis Wessels 6–2, 6–3                                     | Daniele Capecchi                                  |
| 9 de mayo  | Kalmar, Suecia Arcilla M25 Cuadro individual y dobles                      | Simon Freund Johannes Ingildsen 6–1, 6–1                   | Timothy Carlsson Seger Isac Strömberg             |
| 9 de mayo  | Monastir, Túnez Dura M25 Cuadro individual y dobles                        | Li Tu 6–7(3–7), 6–4, 7–6(7–4)                              | Skander Mansouri                                  |
| 9 de mayo  | Monastir, Túnez Dura M25 Cuadro individual y dobles                        | Aziz Dougaz Akira Santillan 7–6(7–1), 7–6(7–3)             | Théo Arribagé Luca Sanchez                        |
| 9 de mayo  | Nottingham, Reino Unido Dura M25 Cuadro individual y dobles                | Billy Harris 6–4, 6–3                                      | Edan Leshem                                       |
| 9 de mayo  | Nottingham, Reino Unido Dura M25 Cuadro individual y dobles                | Julian Cash Henry Patten 6–3, 5–7, [10–2]                  | Omar Jasika Edan Leshem                           |
| 9 de mayo  | Doboj, Bosnia y Herzegovina Arcilla M15 Cuadro individual y dobles         | Gergely Madarász 6–3, 7–5                                  | Rimpei Kawakami                                   |
| 9 de mayo  | Doboj, Bosnia y Herzegovina Arcilla M15 Cuadro individual y dobles         | Oleksandr Bielinskyi Rimpei Kawakami 3–6, 7–6(7–3), [10–6] | Miloš Karol Lukáš Pokorný                         |
| 9 de mayo  | Cairo, Egipto Arcilla M15 Cuadro individual y dobles                       | Sebastian Prechtel 3–6, 6–3, 6–3                           | Marco Miceli                                      |
| 9 de mayo  | Cairo, Egipto Arcilla M15 Cuadro individual y dobles                       | Leonardo Aboian Valerio Aboian 6–2, 6–4                    | Makoto Ochi Seita Watanabe                        |
| 9 de mayo  | Heraklion, Grecia Dura M15 Cuadro individual y dobles                      | Mark Lajal 6–4, 6–3                                        | Dominik Palán                                     |
| 9 de mayo  | Heraklion, Grecia Dura M15 Cuadro individual y dobles                      | Aaron Addison Kelsey Stevenson 7–6(7–3), 7–6(7–4)          | Gabriel Donev Simon Anthony Ivanov                |
| 9 de mayo  | Cancún, México Dura M15 Cuadro individual y dobles                         | Peter Bertran 6–3, 6–1                                     | Joshua Sheehy                                     |
| 9 de mayo  | Cancún, México Dura M15 Cuadro individual y dobles                         | Boris Arias Federico Zeballos 6–4, 6–3                     | Peter Bertran Alejandro Mendoza                   |
| 9 de mayo  | Ulcinj, Montenegro Arcilla M15 Cuadro individual y dobles                  | Valentin Royer 6–2, 6–2                                    | Samuel Vincent Ruggeri                            |
| 9 de mayo  | Ulcinj, Montenegro Arcilla M15 Cuadro individual y dobles                  | Stefano Reitano Alessio Zanotti 4–6, 7–6(7–0), [10–8]      | Keisuke Saitoh Daisuke Sumizawa                   |
| 9 de mayo  | Valldoreix, España Arcilla M15 Cuadro individual y dobles                  | Daniel Mérida Aguilar 2–6, 7–5, 6–2                        | Oriol Roca Batalla                                |
| 9 de mayo  | Valldoreix, España Arcilla M15 Cuadro individual y dobles                  | Álvaro López San Martín Daniel Rincón 6–3, 6–2             | Franco Emanuel Egea Hazem Naw                     |
| 9 de mayo  | Monastir, Túnez Dura M15 Cuadro individual y dobles                        | Bu Yunchaokete 6–4, 7–5                                    | Ray Ho                                            |
| 9 de mayo  | Monastir, Túnez Dura M15 Cuadro individual y dobles                        | Alberto Barroso Campos Ray Ho 6–3, 4–6, [10–5]             | Wang Aoran Bu Yunchaokete                         |
| 9 de mayo  | Antalya, Turquía Arcilla M15 Cuadro individual y dobles                    | Nicolae Frunză 4–6, 6–4, 6–2                               | Deney Wassermann                                  |
| 9 de mayo  | Antalya, Turquía Arcilla M15 Cuadro individual y dobles                    | Bruno Kuzuhara Victor Lilov Walkover                       | Maks Kaśnikowski Jérôme Kym                       |
| 16 de mayo | Osijek, Croacia Arcilla M25 Cuadro individual y dobles                     | Vladyslav Orlov 6–1, 6–2                                   | Mátyás Füle                                       |
| 16 de mayo | Osijek, Croacia Arcilla M25 Cuadro individual y dobles                     | Dev Javia Lukáš Pokorný 7–6(7–3), 3–6, [10–8]              | Luka Mikrut Mili Poljičak                         |
| 16 de mayo | Most, República Checa Arcilla M25 Cuadro individual y dobles               | Andrew Paulson 6–3, 6–3                                    | Maximilian Neuchrist                              |
| 16 de mayo | Most, República Checa Arcilla M25 Cuadro individual y dobles               | Constantin Frantzen Tim Sandkaulen 6–3, 4–6, [10–7]        | Marek Gengel David Poljak                         |
| 16 de mayo | Ulcinj, Montenegro Arcilla M25 Cuadro individual y dobles                  | Samuel Vincent Ruggeri 6–7(2–7), 6–1, 7–5                  | Valentin Royer                                    |
| 16 de mayo | Ulcinj, Montenegro Arcilla M25 Cuadro individual y dobles                  | Ivan Liutarevich Marcello Serafini 4–6, 6–1, [10–6]        | Cezar Crețu Valentin Royer                        |
| 16 de mayo | Vic, España Arcilla M25 Cuadro individual y dobles                         | Alejandro Moros Cañas 7–6(7–4), 5–7, 6–1                   | Pol Martín Tiffon                                 |
| 16 de mayo | Vic, España Arcilla M25 Cuadro individual y dobles                         | Oscar José Gutierrez Marcelo Zormann 6–1, 6–4              | Tiago Cação Benjamín Winter López                 |
| 16 de mayo | Monastir, Túnez Dura M25 Cuadro individual y dobles                        | Yasutaka Uchiyama 7–6(7–3), 6–7(5–7), 6–3                  | Akira Santillan                                   |
| 16 de mayo | Monastir, Túnez Dura M25 Cuadro individual y dobles                        | Hsu Yu-hsiou Sun Fajing 7–6(7–4), 6–3                      | Jayden Court Dane Sweeny                          |
| 16 de mayo | Oran, Argelia Arcilla M15 Cuadro individual y dobles                       | Mirko Martinez 6–3, 4–6, 6–2                               | Aziz Dougaz                                       |
| 16 de mayo | Oran, Argelia Arcilla M15 Cuadro individual y dobles                       | Robin Bertrand Mirko Martinez 1–6, 6–4, [10–6]             | Benjamin Lock Courtney John Lock                  |
| 16 de mayo | Warmbad-Villach, Austria Arcilla M15 Cuadro individual y dobles            | Giovanni Oradini 7–5, 7–5                                  | Sebastian Prechtel                                |
| 16 de mayo | Warmbad-Villach, Austria Arcilla M15 Cuadro individual y dobles            | Sandro Kopp Kai Lemstra 7–6(7–1), 7–6(7–3)                 | Aleksandre Bakshi Giovanni Oradini                |
| 16 de mayo | Prijedor, Bosnia y Herzegovina Arcilla M15 Cuadro individual y dobles      | Rimpei Kawakami 6–2, 6–2                                   | Oleksandr Ovcharenko                              |
| 16 de mayo | Prijedor, Bosnia y Herzegovina Arcilla M15 Cuadro individual y dobles      | Raphaël Collignon Gauthier Onclin 6–3, 1–6, [10–2]         | Jaime Faria Kalin Ivanovski                       |
| 16 de mayo | Cairo, Egipto Arcilla M15 Cuadro individual y dobles                       | Manuel Mazza 6–3, 6–1                                      | Ignacio Monzón                                    |
| 16 de mayo | Cairo, Egipto Arcilla M15 Cuadro individual y dobles                       | Ignacio Monzón Fermín Tenti 6–2, 4–6, [10–6]               | Alessandro Bellifemine Gabriele Maria Noce        |
| 16 de mayo | Kouvola, Finlandia Dura M15 Cuadro individual y dobles                     | Ivan Nedelko 4–6, 6–3, 6–4                                 | Otto Virtanen                                     |
| 16 de mayo | Kouvola, Finlandia Dura M15 Cuadro individual y dobles                     | Patrik Niklas-Salminen Christian Sigsgaard 6–3, 6–2        | Ivan Denisov Leonid Sheyngezikht                  |
| 16 de mayo | Heraklion, Grecia Dura M15 Cuadro individual y dobles                      | Omar Jasika 7–5, 6–3                                       | Charles Broom                                     |
| 16 de mayo | Heraklion, Grecia Dura M15 Cuadro individual y dobles                      | Charles Broom Julian Cash 7–5, 6–4                         | Gabriele Bosio Mark Whitehouse                    |
| 16 de mayo | Akko, Israel Dura M15 Cuadro individual y dobles                           | Daniel Cukierman 7–5, 6–2                                  | Ben Patael                                        |
| 16 de mayo | Akko, Israel Dura M15 Cuadro individual y dobles                           | Daniel Cukierman Edan Leshem 6–3, 6–4                      | Giles Hussey Daniel Little                        |
| 16 de mayo | Cancún, México Dura M15 Cuadro individual y dobles                         | Michail Pervolarakis 6–3, 6–4                              | Huang Haoyuan                                     |
| 16 de mayo | Cancún, México Dura M15 Cuadro individual y dobles                         | Juan Sebastián Gómez Bryce Nakashima 6–3, 6–4              | Jake Bhangdia Dhruv Sunish                        |
| 16 de mayo | Monastir, Túnez Dura M15 Cuadro individual y dobles                        | Bu Yunchaokete 6–1, 6–7(4–7), 6–3                          | Alberto Barroso Campos                            |
| 16 de mayo | Monastir, Túnez Dura M15 Cuadro individual y dobles                        | Alberto Barroso Campos Niklas Schell 6–3, 6–1              | Alexander Crnokrak Jordan Smith                   |
| 16 de mayo | Antalya, Turquía Arcilla M15 Cuadro individual y dobles                    | Mathys Erhard 2–6, 6–3, 6–3                                | Te Rigele                                         |
| 16 de mayo | Antalya, Turquía Arcilla M15 Cuadro individual y dobles                    | Federico Arnaboldi Gianmarco Ferrari 5–7, 6–2, [10–6]      | Ignacio Carou Daniel Rincón                       |
| 23 de mayo | Jablonec nad Nisou, República Checa Arcilla M25 Cuadro individual y dobles | Khumoyun Sultanov 6–7(10–12), 7–6(7–5), 6–3                | Martin Damm                                       |
| 23 de mayo | Jablonec nad Nisou, República Checa Arcilla M25 Cuadro individual y dobles | Calvin Hemery Damien Wenger 6–4, 6–4                       | Jiří Barnat Filip Duda                            |
| 23 de mayo | Netanya, Israel Dura M25 Cuadro individual y dobles                        | Daniel Cukierman 6–1, 6–2                                  | Kyle Seelig                                       |
| 23 de mayo | Netanya, Israel Dura M25 Cuadro individual y dobles                        | Aaron Addison Calum Puttergill 6–3, 3–6, [10–7]            | Giles Hussey Daniel Little                        |
| 23 de mayo | Mataró, España Arcilla M25 Cuadro individual y dobles                      | Pol Martín Tiffon 2–6, 6–3, 6–2                            | Pablo Llamas Ruiz                                 |
| 23 de mayo | Mataró, España Arcilla M25 Cuadro individual y dobles                      | Raúl Brancaccio Carlos López Montagud 6–4, 6–4             | Álex Martínez Jordi Mas de Ugarte                 |
| 23 de mayo | Monastir, Túnez Dura M25 Cuadro individual y dobles                        | Akira Santillan 2–6, 7–6(7–3), 6–2                         | Li Zhe                                            |
| 23 de mayo | Monastir, Túnez Dura M25 Cuadro individual y dobles                        | Hsu Yu-hsiou Sun Fajing 6–4, 7–6(7–2)                      | Blake Bayldon Jordan Smith                        |
| 23 de mayo | Oran, Argelia Arcilla M15 Cuadro individual y dobles                       | Robin Bertrand 5–7, 6–4, 6–1                               | Rayan Ghedjemis                                   |
| 23 de mayo | Oran, Argelia Arcilla M15 Cuadro individual y dobles                       | Benjamin Lock Courtney John Lock 6–1, 6–7(4–7), [10–3]     | Robin Bertrand Mirko Martinez                     |
| 23 de mayo | Brčko, Bosnia y Herzegovina Arcilla M15 Cuadro individual y dobles         | Gauthier Onclin 5–7, 6–2, 6–3                              | Raphaël Collignon                                 |
| 23 de mayo | Brčko, Bosnia y Herzegovina Arcilla M15 Cuadro individual y dobles         | Adam Moundir Vladyslav Orlov 5–7, 6–2, [12–10]             | Oleksandr Bielinskyi Viacheslav Bielinskyi        |
| 23 de mayo | Quito, Ecuador Arcilla M15 Cuadro individual y dobles                      | Murkel Dellien 7–6(7–1), 6–3                               | Arklon Huertas del Pino                           |
| 23 de mayo | Quito, Ecuador Arcilla M15 Cuadro individual y dobles                      | Igor Gimenez Nicolas Zanellato 6–2, 7–6(7–5)               | Murkel Dellien Arklon Huertas del Pino            |
| 23 de mayo | Heraklion, Grecia Dura M15 Cuadro individual y dobles                      | Shuichi Sekiguchi 6–3, 6–1                                 | Simon Anthony Ivanov                              |
| 23 de mayo | Heraklion, Grecia Dura M15 Cuadro individual y dobles                      | Shinji Hazawa Shuichi Sekiguchi 6–4, 4–6, [12–10]          | Simon Anthony Ivanov Wong Hong-kit                |
| 23 de mayo | Cancún, México Dura M15 Cuadro individual y dobles                         | Brandon Holt 6–1, 6–2                                      | Alex Knaff                                        |
| 23 de mayo | Cancún, México Dura M15 Cuadro individual y dobles                         | Nick Chappell Osgar O'Hoisin 6–4, 6–1                      | Ivar José Aramburu Contreras Juan Sebastián Gómez |
| 23 de mayo | Ulcinj, Montenegro Arcilla M15 Cuadro individual y dobles                  | Marcello Serafini 6–1, 6–3                                 | Petros Chrysochos                                 |
| 23 de mayo | Ulcinj, Montenegro Arcilla M15 Cuadro individual y dobles                  | Marcello Serafini Samuel Vincent Ruggeri 6–3, 6–4          | Petros Chrysochos Rrezart Cungu                   |
| 23 de mayo | Bucharest, Rumania Arcilla M15 Cuadro individual y dobles                  | Călin Manda 6–3, 6–4                                       | Cezar Crețu                                       |
| 23 de mayo | Bucharest, Rumania Arcilla M15 Cuadro individual y dobles                  | Trey Hilderbrand Bogdan Pavel 6–3, 6–7(8–10), [10–4]       | Daniele Capecchi Kai Wehnelt                      |
| 23 de mayo | Monastir, Túnez Dura M15 Cuadro individual y dobles                        | Gage Brymer 6–4, 6–0                                       | Khololwam Montsi                                  |
| 23 de mayo | Monastir, Túnez Dura M15 Cuadro individual y dobles                        | Wang Aoran Bu Yunchaokete 6–2, 7–6(7–2)                    | Kazuma Kawachi Ryuki Matsuda                      |
| 23 de mayo | Antalya, Turquía Arcilla M15 Cuadro individual y dobles                    | Gianmarco Ferrari 6–2, 6–4                                 | Thomas Deschamps                                  |
| 23 de mayo | Antalya, Turquía Arcilla M15 Cuadro individual y dobles                    | Vladimir Korolev Maxim Ratniuk 7–6(7–3), 4–6, [10–5]       | Matthew Romios Brandon Walkin                     |
| 30 de mayo | Kiseljak, Bosnia y Herzegovina Arcilla M25 Cuadro individual y dobles      | Joris De Loore 6–4, 5–7, 6–3                               | Hady Habib                                        |
| 30 de mayo | Kiseljak, Bosnia y Herzegovina Arcilla M25 Cuadro individual y dobles      | Matthew Romios Brandon Walkin 3–6, 6–4, [10–6]             | Mattia Bellucci Rémy Bertola                      |
| 30 de mayo | Harmon, Guam Dura M25 Cuadro individual y dobles                           | Hong Seong-chan 6–3, 6–2                                   | Rio Noguchi                                       |
| 30 de mayo | Harmon, Guam Dura M25 Cuadro individual y dobles                           | Takuto Niki Takeru Yuzuki 6–1, 6–7(4–7), [11–9]            | Hong Seong-chan Kim Cheong-eui                    |
| 30 de mayo | La Nucia, España Arcilla M25 Cuadro individual y dobles                    | Nick Hardt 6–0, 6–4                                        | Laurent Lokoli                                    |
| 30 de mayo | La Nucia, España Arcilla M25 Cuadro individual y dobles                    | Íñigo Cervantes Oriol Roca Batalla 6–2, 2–6, [13–11]       | Álvaro López San Martín Àlex Martí Pujolràs       |
| 30 de mayo | Chiang Rai, Tailandia Dura M25 Cuadro individual y dobles                  | Kasidit Samrej 6–3, 7–6(7–3)                               | Konstantin Kravchuk                               |
| 30 de mayo | Chiang Rai, Tailandia Dura M25 Cuadro individual y dobles                  | Congsup Congcar Shintaro Imai 6–4, 1–6, [10–8]             | Hsu Yu-hsiou Sun Fajing                           |
| 30 de mayo | Quito, Ecuador Arcilla M15 Cuadro individual y dobles                      | Andrés Andrade 6–3, 7–6(7–4)                               | Nicolás Buitrago                                  |
| 30 de mayo | Quito, Ecuador Arcilla M15 Cuadro individual y dobles                      | Murkel Dellien Arklon Huertas del Pino 6–3, 7–5            | Alejandro Mendoza Jorge Panta                     |
| 30 de mayo | Vaasa, Finlandia Dura M15 Cuadro individual y dobles                       | Karl Friberg 4–6, 6–3, 6–1                                 | Ivan Nedelko                                      |
| 30 de mayo | Vaasa, Finlandia Dura M15 Cuadro individual y dobles                       | Eero Vasa Iiro Vasa 6–3, 6–4                               | Hazem Naw Robert Strombachs                       |
| 30 de mayo | Heraklion, Grecia Dura M15 Cuadro individual y dobles                      | Omar Jasika 6–2, 6–2                                       | Jérôme Kym                                        |
| 30 de mayo | Heraklion, Grecia Dura M15 Cuadro individual y dobles                      | Aleksandre Bakshi Kai Lemstra 7–6(7–3), 7–6(7–3)           | Adrian Bodmer Jonas Trinker                       |
| 30 de mayo | Cancún, México Dura M15 Cuadro individual y dobles                         | Ezekiel Clark 6–3, 6–2                                     | Luis Patiño                                       |
| 30 de mayo | Cancún, México Dura M15 Cuadro individual y dobles                         | La competición de dobles se suspendió debido al mal tiempo |                                                   |
| 30 de mayo | Budva, Montenegro Arcilla M15 Cuadro individual y dobles                   | Damien Wenger 6–4, 6–4                                     | Simon Anthony Ivanov                              |
| 30 de mayo | Budva, Montenegro Arcilla M15 Cuadro individual y dobles                   | Simon Beaupain Loïc Cloes 6–4, 6–7(3–7), [10–3]            | Gabriel Donev Simon Anthony Ivanov                |
| 30 de mayo | Monastir, Túnez Dura M15 Cuadro individual y dobles                        | Aziz Dougaz 6–4, 6–4                                       | Skander Mansouri                                  |
| 30 de mayo | Monastir, Túnez Dura M15 Cuadro individual y dobles                        | Luke Johnson Skander Mansouri 7–6(7–3), 6–3                | Arthur Bouquier Martin Breysach                   |
| 30 de mayo | Rancho Santa Fe, Estados Unidos Dura M15 Cuadro individual y dobles        | August Holmgren 6–4, 6–4                                   | Gage Brymer                                       |
| 30 de mayo | Rancho Santa Fe, Estados Unidos Dura M15 Cuadro individual y dobles        | Alexander Cozbinov August Holmgren 6–4, 6–7(3–7), [21–19]  | Abraham Asaba Mitchell Harper                     |
| 30 de mayo | Tây Ninh, Vietnam Dura M15 Cuadro individual y dobles                      | Lý Hoàng Nam 6–3, 6–4                                      | Thomas Fancutt                                    |
| 30 de mayo | Tây Ninh, Vietnam Dura M15 Cuadro individual y dobles                      | Kazuma Kawachi Ryota Tanuma 7–6(8–6), 6–2                  | Phạm Minh Tuấn Trịnh Linh Giang                   |

#### Torneos en junio
| 6 de junio  | Santo Domingo, República Dominicana Dura M25 Cuadro individual y dobles | Roberto Cid Subervi 6–2, 6–3                                  | Dan Added                                     |
| 6 de junio  | Santo Domingo, República Dominicana Dura M25 Cuadro individual y dobles | Dan Added João Lucas Reis da Silva 6–4, 6–3                   | Jake Bhangdia Gabriel Evans                   |
| 6 de junio  | Harmon, Guam Dura M25 Cuadro individual y dobles                        | Sho Shimabukuro 3–6, 6–4, 6–1                                 | Hong Seong-chan                               |
| 6 de junio  | Harmon, Guam Dura M25 Cuadro individual y dobles                        | Toshihide Matsui Kaito Uesugi 6–3, 0–6, [10–7]                | Nam Ji-sung Song Min-kyu                      |
| 6 de junio  | Skopje, Macedonia Arcilla M25 Cuadro individual y dobles                | Laurent Lokoli 6–2, 6–1                                       | Orlando Luz                                   |
| 6 de junio  | Skopje, Macedonia Arcilla M25 Cuadro individual y dobles                | Simon Freund Johannes Ingildsen 7–5, 6–3                      | Filip Bergevi Moez Echargui                   |
| 6 de junio  | Chiang Rai, Tailandia Dura M25 Cuadro individual y dobles               | Bu Yunchaokete 6–3, 7–5                                       | Shintaro Imai                                 |
| 6 de junio  | Chiang Rai, Tailandia Dura M25 Cuadro individual y dobles               | Yuki Mochizuki Makoto Ochi 6–2, 7–6(7–3)                      | Yuttana Charoenphon Kasidit Samrej            |
| 6 de junio  | East Lansing, Estados Unidos Dura M25 Cuadro individual y dobles        | Gabriel Diallo 6–3, 7–6(7–4)                                  | Andres Martin                                 |
| 6 de junio  | East Lansing, Estados Unidos Dura M25 Cuadro individual y dobles        | Shunsuke Mitsui James Kent Trotter 7–5, 6–3                   | Sekou Bangoura Noah Schachter                 |
| 6 de junio  | Sarajevo, Bosnia y Herzegovina Arcilla M15 Cuadro individual y dobles   | Bor Artnak 6–1, 7–5                                           | Stefan Popović                                |
| 6 de junio  | Sarajevo, Bosnia y Herzegovina Arcilla M15 Cuadro individual y dobles   | Alexander Donski David Pichler 5–7, 7–6(7–2), [12–10]         | Constantin Bittoun Kouzmine Michael Vrbenský  |
| 6 de junio  | Quito, Ecuador Arcilla M15 Cuadro individual y dobles                   | Murkel Dellien 6–3, 6–2                                       | Juan Bautista Otegui                          |
| 6 de junio  | Quito, Ecuador Arcilla M15 Cuadro individual y dobles                   | Juan Sebastián Gómez Juan Sebastián Osorio 7–6(7–5), 7–6(7–2) | Diego Fernández Flores Matías Soto            |
| 6 de junio  | Frascati, Italia Arcilla M15 Cuadro individual y dobles                 | José Pereira 6–3, 6–0                                         | Manuel Mazza                                  |
| 6 de junio  | Frascati, Italia Arcilla M15 Cuadro individual y dobles                 | Alexandre Reco Luca Sanchez 6–0, 6–7(4–7), [10–7]             | Ciavarella Daniele Minighini                  |
| 6 de junio  | Budva, Montenegro Arcilla M15 Cuadro individual y dobles                | ' Christopher Heyman 4–6, 6–3, 6–1                            | Damien Wenger                                 |
| 6 de junio  | Budva, Montenegro Arcilla M15 Cuadro individual y dobles                | Louroi Martinez Damien Wenger 6–4, 6–3                        | Bogdan Bobrov Ivan Liutarevich                |
| 6 de junio  | Bytom, Polonia Arcilla M15 Cuadro individual y dobles                   | Timo Stodder 2–6, 6–2, 7–5                                    | Georgii Kravchenko                            |
| 6 de junio  | Bytom, Polonia Arcilla M15 Cuadro individual y dobles                   | Jakub Menšík Olaf Pieczkowski 7–6(7–3), 7–5                   | Matthew Romios Brandon Walkin                 |
| 6 de junio  | Córdoba, España Arcilla M15 Cuadro individual y dobles                  | Carlos López Montagud 6–2, 6–1                                | Alberto Barroso Campos                        |
| 6 de junio  | Córdoba, España Arcilla M15 Cuadro individual y dobles                  | Alejandro García Mario Mansilla Díez Walkover                 | Francisco Llanes Miguel Fernando Pereira      |
| 6 de junio  | Monastir, Túnez Dura M15 Cuadro individual y dobles                     | Aziz Dougaz 7–6(7–5), 6–0                                     | Skander Mansouri                              |
| 6 de junio  | Monastir, Túnez Dura M15 Cuadro individual y dobles                     | Zhang Ze Zheng Baoluo 6–3, 6–4                                | Guy Orly Iradukunda Aziz Ouakaa               |
| 6 de junio  | San Diego, Estados Unidos Dura M15 Cuadro individual y dobles           | Duarte Vale 4–6, 7–6(9–7), 7–5                                | Nathan Ponwith                                |
| 6 de junio  | San Diego, Estados Unidos Dura M15 Cuadro individual y dobles           | Jacob Brumm Tadeáš Paroulek 0–6, 6–2, [11–9]                  | Siddhant Banthia Yuta Kikuchi                 |
| 6 de junio  | Tây Ninh, Vietnam Dura M15 Cuadro individual y dobles                   | Lý Hoàng Nam 7–6(7–3), 6–2                                    | Dominik Palán                                 |
| 6 de junio  | Tây Ninh, Vietnam Dura M15 Cuadro individual y dobles                   | Francis Alcantara Lý Hoàng Nam 6–3, 6–1                       | Park Ui-sung Son Ji-hoon                      |
| 13 de junio | Santo Domingo, República Dominicana Dura M25 Cuadro individual y dobles | Martin Damm 6–3, 6–3                                          | Dan Added                                     |
| 13 de junio | Santo Domingo, República Dominicana Dura M25 Cuadro individual y dobles | William Bushamuka Hua Runhao 6–4, 6–4                         | Peter Bertran Jody Maginley                   |
| 13 de junio | Grasse, Francia Arcilla M25 Cuadro individual y dobles                  | Pol Martín Tiffon 7–6(7–5), 6–7(6–8), 7–5                     | Mattia Bellucci                               |
| 13 de junio | Grasse, Francia Arcilla M25 Cuadro individual y dobles                  | Álvaro López San Martín Pol Martín Tiffon 7–5, 6–3            | Mariano Kestelboim Yshai Oliel                |
| 13 de junio | Martos, España Dura M25 Cuadro individual y dobles                      | Alberto Barroso Campos 6–4, 6–2                               | Jules Marie                                   |
| 13 de junio | Martos, España Dura M25 Cuadro individual y dobles                      | James Frawley Akira Santillan 6–7(7–9), 6–3, [10–6]           | Adrià Soriano Barrera Benjamín Winter López   |
| 13 de junio | Wichita, Estados Unidos Dura M25 Cuadro individual y dobles             | Clément Chidekh 6–2, 6–2                                      | Liam Draxl                                    |
| 13 de junio | Wichita, Estados Unidos Dura M25 Cuadro individual y dobles             | Hsu Yu-hsiou Yuta Shimizu 6–4, 2–6, [10–5]                    | Abraham Asaba Sekou Bangoura                  |
| 13 de junio | Duffel, Bélgica Arcilla M15 Cuadro individual y dobles                  | Gauthier Onclin 6–4, 6–3                                      | Chris Rodesch                                 |
| 13 de junio | Duffel, Bélgica Arcilla M15 Cuadro individual y dobles                  | Alex Knaff Chris Rodesch 6–1, 6–4                             | Franco Emanuel Egea Marcelo Zormann           |
| 13 de junio | Quito, Ecuador Arcilla M15 Cuadro individual y dobles                   | Matías Soto 6–3, 7–6(7–3)                                     | Diego Fernández Flores                        |
| 13 de junio | Quito, Ecuador Arcilla M15 Cuadro individual y dobles                   | João Victor Couto Loureiro Eduardo Ribeiro 6–3, 6–2           | Brandon Pérez Ricardo Rodríguez-Pace          |
| 13 de junio | Ra'anana, Israel Dura M15 Cuadro individual y dobles                    | Robert Strombachs 7–6(7–4), 6–4                               | Edan Leshem                                   |
| 13 de junio | Ra'anana, Israel Dura M15 Cuadro individual y dobles                    | Adrian Bodmer Luca Castelnuovo 6–4, 6–3                       | Kārlis Ozoliņš Robert Strombachs              |
| 13 de junio | Chieti, Italia Arcilla M15 Cuadro individual y dobles                   | Riccardo Balzerani 6–3, 1–6, 6–3                              | Andrey Chepelev                               |
| 13 de junio | Chieti, Italia Arcilla M15 Cuadro individual y dobles                   | Giorgio Tabacco Franciasco Vilardo 6–3, 6–3                   | Jacopo Bilardo Gianmarco Gandolfi             |
| 13 de junio | Skopje, Macedonia Arcilla M15 Cuadro individual y dobles                | Ștefan Paloși 6–4, 1–6, 6–3                                   | Orlando Luz                                   |
| 13 de junio | Skopje, Macedonia Arcilla M15 Cuadro individual y dobles                | Trey Hilderbrand Bogdan Pavel 7–6(8–6), 6–2                   | Ștefan Paloși Ilya Snițari                    |
| 13 de junio | Chiang Rai, Tailandia Dura M15 Cuadro individual y dobles               | Shintaro Imai 7–5, 6–4                                        | Bu Yunchaokete                                |
| 13 de junio | Chiang Rai, Tailandia Dura M15 Cuadro individual y dobles               | Pruchya Isaro Thantub Suksumrarn 4–6, 6–3, [10–6]             | Yuki Mochizuki Makoto Ochi                    |
| 13 de junio | Monastir, Túnez Dura M15 Cuadro individual y dobles                     | Aziz Dougaz 7–6(7–4), 6–3                                     | Skander Mansouri                              |
| 13 de junio | Monastir, Túnez Dura M15 Cuadro individual y dobles                     | Skander Mansouri Aziz Ouakaa 7–6(7–1), 6–2                    | Te Rigele Zhang Ze                            |
| 13 de junio | San Diego, Estados Unidos Dura M15 Cuadro individual y dobles           | Ethan Quinn 3–6, 7–6(9–7), 7–6(7–4)                           | August Holmgren                               |
| 13 de junio | San Diego, Estados Unidos Dura M15 Cuadro individual y dobles           | Li Zhe Yang Tsung-hua 6–4, 3–6, [10–8]                        | Ethan Quinn Siem Woldeab                      |
| 13 de junio | Tây Ninh, Vietnam Dura M15 Cuadro individual y dobles                   | Lý Hoàng Nam 4–6, 7–5, 6–4                                    | Digvijay Pratap Singh                         |
| 13 de junio | Tây Ninh, Vietnam Dura M15 Cuadro individual y dobles                   | Shohei Chikami Masamichi Imamura 7–5, 6–1                     | Lê Quốc Khánh Lý Hoàng Nam                    |
| 20 de junio | Arlon, Bélgica Arcilla M25 Cuadro individual y dobles                   | Raphaël Collignon 6–4, 6–1                                    | Gauthier Onclin                               |
| 20 de junio | Arlon, Bélgica Arcilla M25 Cuadro individual y dobles                   | Anirudh Chandrasekar Vijay Sundar Prashanth 7–6(7–5), 6–4     | Constantin Frantzen Tim Sandkaulen            |
| 20 de junio | Montauban, Francia Arcilla M25 Cuadro individual y dobles               | Timo Legout 6–3, 3–6, 6–4                                     | Giovanni Mpetshi Perricard                    |
| 20 de junio | Montauban, Francia Arcilla M25 Cuadro individual y dobles               | ' Ugo Blanchet Arthur Reymond 6–3, 6–3                        | Iñaki Cabrera Bello Bruno Kuzuhara            |
| 20 de junio | Mungia, España Arcilla (indoor) M25 Cuadro individual y dobles          | Iñaki Montes de la Torre 6–3, 7–5                             | Akira Santillan                               |
| 20 de junio | Mungia, España Arcilla (indoor) M25 Cuadro individual y dobles          | Álex Martínez Iñaki Montes de la Torre 7–6(7–5), 3–6, [10–7]  | Jorge Martínez Martínez David Pérez Sanz      |
| 20 de junio | Klosters, Suiza Arcilla M25 Cuadro individual y dobles                  | Mattia Bellucci 6–3, 6–2                                      | Lukas Neumayer                                |
| 20 de junio | Klosters, Suiza Arcilla M25 Cuadro individual y dobles                  | Rémy Bertola Jakub Paul 6–4, 7–5                              | Lukas Neumayer Alexander Weis                 |
| 20 de junio | Tulsa, Estados Unidos Dura M25 Cuadro individual y dobles               | Govind Nanda 6–3, 7–5                                         | Stefan Dostanic                               |
| 20 de junio | Tulsa, Estados Unidos Dura M25 Cuadro individual y dobles               | Hsu Yu-hsiou Dane Sweeny 6–3, 6–2                             | Ezekiel Clark Nathan Ponwith                  |
| 20 de junio | Kamen, Alemania Arcilla M15 Cuadro individual y dobles                  | Rudolf Molleker 6–1, 6–4                                      | David Pichler                                 |
| 20 de junio | Kamen, Alemania Arcilla M15 Cuadro individual y dobles                  | Illya Beloborodko Volodymyr Uzhylovskyi Walkover              | Franco Emanuel Egea Gabriel Alejandro Hidalgo |
| 20 de junio | Ra'anana, Israel Dura M15 Cuadro individual y dobles                    | Ben Patael 3–6, 6–3, 6–1                                      | Orel Kimhi                                    |
| 20 de junio | Ra'anana, Israel Dura M15 Cuadro individual y dobles                    | Giles Hussey Ben Jones 6–4, 6–2                               | Robin Catry Timothy Gray                      |
| 20 de junio | Alkmaar, Países Bajos Arcilla M15 Cuadro individual y dobles            | Daniel Rincón 7–5, 6–1                                        | Jacopo Berrettini                             |
| 20 de junio | Alkmaar, Países Bajos Arcilla M15 Cuadro individual y dobles            | Alexander Donski Karl Friberg 3–6, 3–3, ret.                  | Patrik Rikl Matěj Vocel                       |
| 20 de junio | Chiang Rai, Tailandia Dura M15 Cuadro individual y dobles               | Bu Yunchaokete 6–1, 6–4                                       | Cui Jie                                       |
| 20 de junio | Chiang Rai, Tailandia Dura M15 Cuadro individual y dobles               | Pruchya Isaro Thantub Suksumrarn 6–4, 6–4                     | Rishi Reddy Parikshit Somani                  |
| 20 de junio | Monastir, Túnez Dura M15 Cuadro individual y dobles                     | Térence Atmane 6–3, 7–6(7–4)                                  | Cyril Vandermeersch                           |
| 20 de junio | Monastir, Túnez Dura M15 Cuadro individual y dobles                     | Te Rigele Zhang Ze 5–7, 6–1, [11–9]                           | Gabriele Bosio Gabriele Maria Noce            |
| 20 de junio | South Bend, Estados Unidos Dura M15 Cuadro individual y dobles          | Johannus Monday 6–3, 7–5                                      | Sekou Bangoura                                |
| 20 de junio | South Bend, Estados Unidos Dura M15 Cuadro individual y dobles          | Siddhant Banthia James Kent Trotter 6–2, 7–6(7–3)             | Felix Corwin Noah Schachter                   |
| 27 de junio | Bourg-en-Bresse, Francia Arcilla M25 Cuadro individual y dobles         | Ugo Blanchet 6–4, 7–6(7–4)                                    | Oliver Crawford                               |
| 27 de junio | Bourg-en-Bresse, Francia Arcilla M25 Cuadro individual y dobles         | Kai Wehnelt Patrick Zahraj 6–4, 6–4                           | Ray Ho Eric Vanshelboim                       |
| 27 de junio | The Hague, Países Bajos Arcilla M25 Cuadro individual y dobles          | Daniel Rincón 7–6(8–6), 4–6, 6–1                              | Jelle Sels                                    |
| 27 de junio | The Hague, Países Bajos Arcilla M25 Cuadro individual y dobles          | Orlando Luz Marcelo Zormann 7–6(7–5), 2–6, [11–9]             | James Frawley Akira Santillan                 |
| 27 de junio | Poprad, Eslovaquia Arcilla M25 Cuadro individual y dobles               | Louis Wessels 6–4, 6–3                                        | Ștefan Paloși                                 |
| 27 de junio | Poprad, Eslovaquia Arcilla M25 Cuadro individual y dobles               | Simon Freund Johannes Ingildsen 6–4, 6–2                      | Miloš Karol Lukáš Pokorný                     |
| 27 de junio | Baquio, España Dura M25 Cuadro individual y dobles                      | Dominik Palán 6–7(4–7), 6–4, 7–6(7–4)                         | Alejandro Moro Cañas                          |
| 27 de junio | Baquio, España Dura M25 Cuadro individual y dobles                      | Luke Johnson Skander Mansouri 1–6, 6–2, [10–5]                | Aaron Cohen Álex Martínez                     |
| 27 de junio | Dallas, Estados Unidos Dura M25 Cuadro individual y dobles              | Hsu Yu-hsiou 7–5, 6–3                                         | Gabi Adrian Boitan                            |
| 27 de junio | Dallas, Estados Unidos Dura M25 Cuadro individual y dobles              | Govind Nanda Tyler Zink 6–4, 6–4                              | Hsu Yu-hsiou Dane Sweeny                      |
| 27 de junio | Bergamo, Italia Arcilla M15 Cuadro individual y dobles                  | Oleksandr Ovcharenko 6–3, 6–4                                 | Gianmarco Ferrari                             |
| 27 de junio | Bergamo, Italia Arcilla M15 Cuadro individual y dobles                  | Enrico Dalla Valle Julian Ocleppo 6–3, 7–6(7–3)               | Juan Ignacio Galarza Tomás Lipovšek Puches    |
| 27 de junio | Breslavia, Polonia Arcilla M15 Cuadro individual y dobles               | Maks Kaśnikowski 6–4, 3–6, 6–4                                | Petr Nouza                                    |
| 27 de junio | Breslavia, Polonia Arcilla M15 Cuadro individual y dobles               | Max Alcalá Gurri Bruno Pujol Navarro 6–4, 7–5                 | Jiří Barnat Filip Duda                        |
| 27 de junio | Belgrade, Serbia Arcilla M15 Cuadro individual y dobles                 | Duje Kekez 1–6, 6–2, 7–5                                      | Nicolae Frunză                                |
| 27 de junio | Belgrade, Serbia Arcilla M15 Cuadro individual y dobles                 | Yan Bondarevskiy Marat Sharipov 6–1, 6–4                      | Viktor Jović Luka Pavlovic                    |
| 27 de junio | Bern, Suiza Arcilla M15 Cuadro individual y dobles                      | Michael Vrbenský 6–2, 6–3                                     | Sebastian Prechtel                            |
| 27 de junio | Bern, Suiza Arcilla M15 Cuadro individual y dobles                      | Juan Carlos Aguilar Jeffrey von der Schulenburg 6–4, 7–5      | Mirko Martinez Luca Stäheli                   |
| 27 de junio | Monastir, Túnez Dura M15 Cuadro individual y dobles                     | Térence Atmane 6–2, 6–2                                       | Cyril Vandermeersch                           |
| 27 de junio | Monastir, Túnez Dura M15 Cuadro individual y dobles                     | Dong Bohua Zhang Ze 6–1, 6–4                                  | Maximus Jones Zheng Baoluo                    |
| 27 de junio | Los Angeles, Estados Unidos Dura M15 Cuadro individual y dobles         | Zachary Svajda 7–5, 6–4                                       | Brandon Holt                                  |
| 27 de junio | Los Angeles, Estados Unidos Dura M15 Cuadro individual y dobles         | Ethan Quinn Daniel Vallejo 7–5, 6–4                           | Aidan Mayo Keenan Mayo                        |

#### Torneos en julio
| 4 de julio  | Ajaccio, Francia Dura M25+H Cuadro individual y dobles              | Sascha Gueymard Wayenburg 6–4, 5–7, 6–4                       | Dan Added                                           |
| 4 de julio  | Ajaccio, Francia Dura M25+H Cuadro individual y dobles              | Luke Johnson Ben Jones 6–2, 6–7(1–7), [10–8]                  | Dan Added Arthur Bouquier                           |
| 4 de julio  | Marburg, Alemania Arcilla M25 Cuadro individual y dobles            | Raphaël Collignon 6–2, 6–2                                    | Yshai Oliel                                         |
| 4 de julio  | Marburg, Alemania Arcilla M25 Cuadro individual y dobles            | Jannik Opitz Maik Steiner 7–6(7–4), 6–7(3–7), [12–10]         | Illya Beloborodko Volodymyr Uzhylovskyi             |
| 4 de julio  | Casinalbo, Italia Arcilla M25 Cuadro individual y dobles            | Valentin Royer 3–6, 6–3, 6–4                                  | Franciasco Forti                                    |
| 4 de julio  | Casinalbo, Italia Arcilla M25 Cuadro individual y dobles            | Federico Arnaboldi Gianmarco Ferrari 2–6, 6–3, [10–6]         | Gabriel Roveri Sidney Mick Veldheer                 |
| 4 de julio  | Guecho, España Arcilla (indoor) M25 Cuadro individual y dobles      | Álvaro López San Martín 6–4, 2–6, 6–4                         | Àlex Martí Pujolràs                                 |
| 4 de julio  | Guecho, España Arcilla (indoor) M25 Cuadro individual y dobles      | Carlos López Montagud Ryan Nijboer 6–4, 6–4                   | Alberto Barroso Campos Carlos Sánchez Jover         |
| 4 de julio  | Sofia, Bulgaria Arcilla M15 Cuadro individual y dobles              | Alexandar Lazarov 6–1, 6–2                                    | Vlad Andrei Dancu                                   |
| 4 de julio  | Sofia, Bulgaria Arcilla M15 Cuadro individual y dobles              | Gabriel Donev Simon Anthony Ivanov 3–6, 7–5, [11–9]           | Juan Ignacio Galarza Tomás Lipovšek Puches          |
| 4 de julio  | Casablanca, Marruecos Arcilla M15 Cuadro individual y dobles        | Mathys Erhard 6–4, 6–2                                        | Mirko Martinez                                      |
| 4 de julio  | Casablanca, Marruecos Arcilla M15 Cuadro individual y dobles        | Younes Lalami Laaroussi Adam Moundir 3–6, 6–3, [11–9]         | Simon Beaupain Federico Iannaccone                  |
| 4 de julio  | Velenje, Eslovenia Arcilla M15 Cuadro individual y dobles           | Vilius Gaubas 6–3, 6–4                                        | Duje Kekez                                          |
| 4 de julio  | Velenje, Eslovenia Arcilla M15 Cuadro individual y dobles           | Constantin Bittoun Kouzmine Brandon Walkin 6–1, 6–2           | Jiří Barnat Filip Duda                              |
| 4 de julio  | Monastir, Túnez Dura M15 Cuadro individual y dobles                 | Wang Xiaofei 6–2, 6–4                                         | Te Rigele                                           |
| 4 de julio  | Monastir, Túnez Dura M15 Cuadro individual y dobles                 | Maximus Jones Zheng Baoluo 6–4, 7–6(7–4)                      | Sai Karteek Reddy Ganta Manish Sureshkumar          |
| 4 de julio  | Fountain Valley, Estados Unidos Dura M15 Cuadro individual y dobles | Zachary Svajda 6–3, 6–1                                       | Sekou Bangoura                                      |
| 4 de julio  | Fountain Valley, Estados Unidos Dura M15 Cuadro individual y dobles | Ethan Quinn Daniel Vallejo 6–0, 3–6, [10–8]                   | Abraham Asaba Sekou Bangoura                        |
| 4 de julio  | Waco, Estados Unidos Dura M15 Cuadro individual y dobles            | Adam Walton 7–5, 0–6, 6–1                                     | Li Tu                                               |
| 4 de julio  | Waco, Estados Unidos Dura M15 Cuadro individual y dobles            | George Goldhoff Tyler Zink 4–6, 7–5, [10–7]                   | Mac Kiger Benjamin Sigouin                          |
| 11 de julio | Telfs, Austria Arcilla M25 Cuadro individual y dobles               | Ergi Kırkın 6–4, 7–5                                          | Oliver Crawford                                     |
| 11 de julio | Telfs, Austria Arcilla M25 Cuadro individual y dobles               | Sandro Kopp Mick Veldheer 6–4, 6–3                            | Ondřej Horák Daniel Siniakov                        |
| 11 de julio | Uriage, Francia Arcilla M25 Cuadro individual y dobles              | Ugo Blanchet 6–2, 6–3                                         | Giovanni Mpetshi Perricard                          |
| 11 de julio | Uriage, Francia Arcilla M25 Cuadro individual y dobles              | Eliakim Coulibaly Giovanni Mpetshi Perricard 6–3, 7–5         | Adrien Burdet Alexandre Reco                        |
| 11 de julio | Kassel, Alemania Arcilla M25+H Cuadro individual y dobles           | Michael Vrbenský 7–5, 6–7(3–7), 6–2                           | Sebastian Fanselow                                  |
| 11 de julio | Kassel, Alemania Arcilla M25+H Cuadro individual y dobles           | Constantin Frantzen Tim Sandkaulen 6–4, 6–2                   | Tom Gentzsch Leopold Zima                           |
| 11 de julio | Nur-Sultan, Kazajistán Dura M25 Cuadro individual y dobles          | Sergey Fomin 6–4, 2–6, 6–4                                    | Beibit Zhukayev                                     |
| 11 de julio | Nur-Sultan, Kazajistán Dura M25 Cuadro individual y dobles          | Daniil Glinka Karl Kiur Saar 7–6(7–4), 6–3                    | Ivan Liutarevich Denis Yevseyev                     |
| 11 de julio | Idanha-a-Nova, Portugal Dura M25 Cuadro individual y dobles         | Rio Noguchi 6–2, 6–4                                          | Ben Patael                                          |
| 11 de julio | Idanha-a-Nova, Portugal Dura M25 Cuadro individual y dobles         | Rio Noguchi Alexandros Skorilas 6–7(4–7), 6–3, [10–3]         | Ray Ho Kelsey Stevenson                             |
| 11 de julio | Roehampton, Reino Unido Césped M25 Cuadro individual y dobles       | Toby Samuel 6–4, 6–7(8–10), 6–4                               | Henry Patten                                        |
| 11 de julio | Roehampton, Reino Unido Césped M25 Cuadro individual y dobles       | Julian Cash Henry Patten Walkover                             | Skander Mansouri Luca Castelnuovo                   |
| 11 de julio | Aprilia, Italia Arcilla M15 Cuadro individual y dobles              | Enrico Dalla Valle 6–3, 6–3                                   | Niccolò Catini                                      |
| 11 de julio | Aprilia, Italia Arcilla M15 Cuadro individual y dobles              | ' Franco Emanuel Egea Gabriel Alejandro Hidalgo 6–2, 6–3      | Gonzalo Bueno Álvaro Guillén Meza                   |
| 11 de julio | Cancún, México Dura M15 Cuadro individual y dobles                  | Adam Walton 6–4, 6–1                                          | Fernando Yamacita                                   |
| 11 de julio | Cancún, México Dura M15 Cuadro individual y dobles                  | Trey Hilderbrand Noah Schachter 7–5, 6–1                      | Alex Hernández Alan Fernando Rubio Fierros          |
| 11 de julio | Casablanca, Marruecos Arcilla M15 Cuadro individual y dobles        | Federico Iannaccone 6–4, 6–0                                  | Jorge Martínez Martínez                             |
| 11 de julio | Casablanca, Marruecos Arcilla M15 Cuadro individual y dobles        | Jan Jermář Younes Lalami Laaroussi 6–4, 6–1                   | Walid Ahouda Mehdi Benchakroun                      |
| 11 de julio | Litija, Eslovenia Arcilla M15 Cuadro individual y dobles            | Oleksandr Ovcharenko 6–1, 6–7(6–8), 6–3                       | Juan Pablo Paz                                      |
| 11 de julio | Litija, Eslovenia Arcilla M15 Cuadro individual y dobles            | Patrik Rikl Matěj Vocel 6–0, 6–2                              | Tomislav Podvinski Alen Rogić Hadžalić              |
| 11 de julio | Monastir, Túnez Dura M15 Cuadro individual y dobles                 | Abedallah Shelbayh 2–1, ret.                                  | Daniel Rincón                                       |
| 11 de julio | Monastir, Túnez Dura M15 Cuadro individual y dobles                 | Sai Karteek Reddy Ganta Manish Sureshkumar 3–6, 6–3, [10–8]   | Rithvik Choudary Bollipalli Niki Kaliyanda Poonacha |
| 11 de julio | Lakewood, Estados Unidos Dura M15 Cuadro individual y dobles        | Jaimee Floyd Angele 6–2, 7–5                                  | Nathan Ponwith                                      |
| 11 de julio | Lakewood, Estados Unidos Dura M15 Cuadro individual y dobles        | Eduardo Nava Nathan Ponwith 6–3, 2–6, [10–4]                  | Bryce Nakashima Bjorn Swenson                       |
| 11 de julio | Pittsburgh, Estados Unidos Arcilla M15 Cuadro individual y dobles   | Kyle Seelig 6–4, 6–3                                          | AJ Catanzariti                                      |
| 11 de julio | Pittsburgh, Estados Unidos Arcilla M15 Cuadro individual y dobles   | Cleeve Harper Tyler Zink 6–7(3–7), 7–6(7–5), [10–6]           | Nico Mostardi Luke Phillips                         |
| 18 de julio | Esch-sur-Alzette, Luxemburgo Arcilla M25 Cuadro individual y dobles | Pol Martín Tiffon 6–2, 6–0                                    | Sebastian Fanselow                                  |
| 18 de julio | Esch-sur-Alzette, Luxemburgo Arcilla M25 Cuadro individual y dobles | Alex Knaff Chris Rodesch 6–1, 6–4                             | Raphael Calzi Marlon Vankan                         |
| 18 de julio | Idanha-a-Nova, Portugal Dura M25 Cuadro individual y dobles         | Rio Noguchi 6–2, 7–6(7–5)                                     | Ben Patael                                          |
| 18 de julio | Idanha-a-Nova, Portugal Dura M25 Cuadro individual y dobles         | Martim Leote Prata Duarte Vale 6–3, 6–4                       | Pedro Araújo Jaime Faria                            |
| 18 de julio | Radomlje, Eslovenia Arcilla M25 Cuadro individual y dobles          | Oleksandr Ovcharenko 6–4, 6–3                                 | Matías Zukas                                        |
| 18 de julio | Radomlje, Eslovenia Arcilla M25 Cuadro individual y dobles          | Mikalai Haliak Frane Ninčević 7–6(7–2), 4–6, [10–4]           | Žiga Kovačič Jan Kupčič                             |
| 18 de julio | Gandia, España Arcilla M25 Cuadro individual y dobles               | Carlos López Montagud 6–7(2–7), 6–4, 7–5                      | Javier Barranco Cosano                              |
| 18 de julio | Gandia, España Arcilla M25 Cuadro individual y dobles               | Michiel de Krom Ryan Nijboer 6–4, 6–0                         | Alejandro Manzanera Pertusa Samuel Martínez Arjona  |
| 18 de julio | Champaign, Estados Unidos Dura M25 Cuadro individual y dobles       | Ethan Quinn 6–4, 6–7(4–7), 6–2                                | Stefan Dostanic                                     |
| 18 de julio | Champaign, Estados Unidos Dura M25 Cuadro individual y dobles       | Stefan Dostanic Johannus Monday 7–6(7–4), 6–3                 | Justin Boulais James Kent Trotter                   |
| 18 de julio | Caloundra, Australia Dura M15 Cuadro individual y dobles            | Dane Sweeny 6–3, 6–4                                          | Thomas Fancutt                                      |
| 18 de julio | Caloundra, Australia Dura M15 Cuadro individual y dobles            | Jeremy Beale Thomas Fancutt 7–6(7–1), 6–3                     | Aaron Addison Matthew Romios                        |
| 18 de julio | Innsbruck, Austria Arcilla M15 Cuadro individual y dobles           | Sandro Kopp 5–7, 6–1, 6–2                                     | Max Houkes                                          |
| 18 de julio | Innsbruck, Austria Arcilla M15 Cuadro individual y dobles           | Sandro Kopp Neil Oberleitner 6–2, 6–2                         | Adam Jurajda Miloš Karol                            |
| 18 de julio | Metzingen, Alemania Arcilla M15 Cuadro individual y dobles          | Adam Moundir 7–5, 3–6, 6–1                                    | Péter Fajta                                         |
| 18 de julio | Metzingen, Alemania Arcilla M15 Cuadro individual y dobles          | Admir Kalender Antonio Šančić 7–6(7–5), 6–3                   | Alfredo Perez Lukáš Pokorný                         |
| 18 de julio | Gubbio, Italia Arcilla M15 Cuadro individual y dobles               | Franciasco Forti 6–4, 4–6, 6–1                                | Younes Lalami Laaroussi                             |
| 18 de julio | Gubbio, Italia Arcilla M15 Cuadro individual y dobles               | Gonzalo Bueno Álvaro Guillén Meza Walkover                    | Franciasco Forti Gabriele Piraino                   |
| 18 de julio | Seremban, Malasia Dura M15 Cuadro individual y dobles               | Daisuke Sumizawa 6–0, 6–2                                     | Shinji Hazawa                                       |
| 18 de julio | Seremban, Malasia Dura M15 Cuadro individual y dobles               | Tomohiro Masabayashi Daisuke Sumizawa 6–4, 6–7(5–7), [13–11]  | Cui Jie Huang Tsung-hao                             |
| 18 de julio | Cancún, México Dura M15 Cuadro individual y dobles                  | Enzo Wallart 6–3, 6–3                                         | Matías Soto                                         |
| 18 de julio | Cancún, México Dura M15 Cuadro individual y dobles                  | Trey Hilderbrand Noah Schachter 5–7, 6–1, [10–8]              | Masamichi Imamura Seita Watanabe                    |
| 18 de julio | Colombo, Sri Lanka Arcilla M15 Cuadro individual y dobles           | Manish Sureshkumar 6–4, 6–0                                   | Quentin Folliot                                     |
| 18 de julio | Colombo, Sri Lanka Arcilla M15 Cuadro individual y dobles           | S.D. Prajwal Dev Rishi Reddy 7–5, 6–3                         | Parikshit Somani Manish Sureshkumar                 |
| 18 de julio | Monastir, Túnez Dura M15 Cuadro individual y dobles                 | Abedallah Shelbayh 7–6(7–3), 6–4                              | Skander Mansouri                                    |
| 18 de julio | Monastir, Túnez Dura M15 Cuadro individual y dobles                 | Antoine Monaco Cyril Vandermeersch 6–4, 4–6, [10–2]           | Mohamed Ali Abibsi Filip Apltauer                   |
| 25 de julio | Tbilisi, Georgia Dura M25 Cuadro individual y dobles                | Savva Polukhin 6–2, 6–4                                       | Alexandar Lazarov                                   |
| 25 de julio | Tbilisi, Georgia Dura M25 Cuadro individual y dobles                | Hong Seong-chan Song Min-kyu 6–7(3–7), 7–6(7–3), [10–6]       | Aliaksandr Liaonenka Alexander Zgirovsky            |
| 25 de julio | Bacău, Rumania Arcilla M25+H Cuadro individual y dobles             | Oliver Crawford 2–6, 6–3, 7–5                                 | Moez Echargui                                       |
| 25 de julio | Bacău, Rumania Arcilla M25+H Cuadro individual y dobles             | Ray Ho Ilya Snițari 6–3, 6–4                                  | Oleksandr Bielinskyi Nicholas Bybel                 |
| 25 de julio | Dénia, España Arcilla M25 Cuadro individual y dobles                | Nick Hardt 3–6, 6–3, 6–2                                      | Mariano Navone                                      |
| 25 de julio | Dénia, España Arcilla M25 Cuadro individual y dobles                | Alejandro García Mario Mansilla Díez 6–2, 6–3                 | Alejandro Manzanera Pertusa Samuel Martínez Arjona  |
| 25 de julio | Nottingham, Reino Unido Césped M25 Cuadro individual y dobles       | Arthur Fery 7–5, 2–6, 7–5                                     | Daniel Cox                                          |
| 25 de julio | Nottingham, Reino Unido Césped M25 Cuadro individual y dobles       | Alastair Gray Stuart Parker 7–6(7–4), 4–6, [10–5]             | Charles Broom Luke Johnson                          |
| 25 de julio | Edwardsville, Estados Unidos Dura M25 Cuadro individual y dobles    | James Kent Trotter 3–6, 6–4, 6–1                              | Nathan Ponwith                                      |
| 25 de julio | Edwardsville, Estados Unidos Dura M25 Cuadro individual y dobles    | Makoto Ochi Seita Watanabe 7–6(7–1), 6–3                      | Kweisi Kenyatte Cooper Williams                     |
| 25 de julio | Caloundra, Australia Dura M15 Cuadro individual y dobles            | Dayne Kelly 6–1, 1–6, 7–5                                     | Dane Sweeny                                         |
| 25 de julio | Caloundra, Australia Dura M15 Cuadro individual y dobles            | Aaron Addison Matthew Romios 6–4, 3–6, [10–5]                 | Blake Bayldon Jordan Smith                          |
| 25 de julio | Kottingbrunn, Austria Arcilla M15 Cuadro individual y dobles        | Valentin Vacherot 6–3, 6–4                                    | Max Houkes                                          |
| 25 de julio | Kottingbrunn, Austria Arcilla M15 Cuadro individual y dobles        | Niklas Schell Sun Fajing 6–4, 6–2                             | Stefano Battaglino Lorenzo Rottoli                  |
| 25 de julio | Vejle, Dinamarca Arcilla M15 Cuadro individual y dobles             | Chris Rodesch 6–4, 4–6, 6–0                                   | Mick Veldheer                                       |
| 25 de julio | Vejle, Dinamarca Arcilla M15 Cuadro individual y dobles             | Benjamin Hannestad Carl Emil Overbeck 7–5, 6–7(9–11), [14–12] | Anders Grinderslev Elmer Møller                     |
| 25 de julio | Kuala Lumpur, Malasia Dura M15 Cuadro individual y dobles           | Lý Hoàng Nam 7–5, 6–3                                         | Yuta Shimizu                                        |
| 25 de julio | Kuala Lumpur, Malasia Dura M15 Cuadro individual y dobles           | Yuta Shimizu Ryota Tanuma 7–6(7–4), 6–2                       | Shinji Hazawa Kento Takeuchi                        |
| 25 de julio | Łódź, Polonia Arcilla M15 Cuadro individual y dobles                | Paweł Ciaś 6–4, 7–6(7–4)                                      | Maks Kaśnikowski                                    |
| 25 de julio | Łódź, Polonia Arcilla M15 Cuadro individual y dobles                | Szymon Kielan Petr Nouza 7–5, 6–4                             | Miloš Karol Lukáš Pokorný                           |
| 25 de julio | Castelo Branco, Portugal Dura M15 Cuadro individual y dobles        | Jaime Faria 6–3, 7–6(8–6)                                     | Robin Bertrand                                      |
| 25 de julio | Castelo Branco, Portugal Dura M15 Cuadro individual y dobles        | Fábio Coelho Jaime Faria 6–2, 6–4                             | Maxence Brovillé Pierre Delage                      |
| 25 de julio | Novi Sad, Serbia Arcilla M15 Cuadro individual y dobles             | Nicolas Zanellato 6–1, 6–2                                    | Tadeáš Paroulek                                     |
| 25 de julio | Novi Sad, Serbia Arcilla M15 Cuadro individual y dobles             | Viktor Jović Marat Sharipov 6–3, 6–4                          | Simon Anthony Ivanov Petr Nesterov                  |
| 25 de julio | Colombo, Sri Lanka Arcilla M15 Cuadro individual y dobles           | Eric Vanshelboim 1–6, 6–4, 6–2                                | S.D. Prajwal Dev                                    |
| 25 de julio | Colombo, Sri Lanka Arcilla M15 Cuadro individual y dobles           | Parikshit Somani Manish Sureshkumar 7–6(8–6), 7–5             | Quentin Folliot Eric Vanshelboim                    |
| 25 de julio | Monastir, Túnez Dura M15 Cuadro individual y dobles                 | Mu Tao 6–3, 6–3                                               | Te Rigele                                           |
| 25 de julio | Monastir, Túnez Dura M15 Cuadro individual y dobles                 | Skander Mansouri Aziz Ouakaa 7–6(7–3), 6–3                    | Ken Cavrak Chase Ferguson                           |

#### Torneos en agosto
| 1 de agosto  | Portoviejo, Ecuador Arcilla M25 Cuadro individual y dobles        | Matías Soto 6–3, 7–6(7–4)                                    | José Pereira                                 |
| 1 de agosto  | Portoviejo, Ecuador Arcilla M25 Cuadro individual y dobles        | Andrés Andrade Tristan McCormick 7–6(7–5), 6–3               | Miguel Fernando Pereira Matías Soto          |
| 1 de agosto  | Tbilisi, Georgia Dura M25 Cuadro individual y dobles              | Kacper Żuk 6–2, 6–4                                          | Aleksandre Metreveli                         |
| 1 de agosto  | Tbilisi, Georgia Dura M25 Cuadro individual y dobles              | Hong Seong-chan Song Min-kyu 7–5, 6–2                        | Ivan Liutarevich David Poljak                |
| 1 de agosto  | Wetzlar, Alemania Arcilla M25 Cuadro individual y dobles          | Rudolf Molleker 7–6(7–3), 6–1                                | Nick Hardt                                   |
| 1 de agosto  | Wetzlar, Alemania Arcilla M25 Cuadro individual y dobles          | Benjamin Hassan Tristan Lamasine 6–4, 6–3                    | Constantin Frantzen Tim Sandkaulen           |
| 1 de agosto  | Bolzano, Italia Arcilla M25 Cuadro individual y dobles            | Christian Langmo 7–6(11–9), 6–3                              | Francesco Forti                              |
| 1 de agosto  | Bolzano, Italia Arcilla M25 Cuadro individual y dobles            | Francesco Forti Filippo Romano 7–6(7–4), 6–3                 | Federico Bertuccioli Andrea Picchione        |
| 1 de agosto  | Agadir, Marruecos Arcilla M25 Cuadro individual y dobles          | Émilien Voisin 6–3, 7–6(7–5)                                 | Álvaro López San Martín                      |
| 1 de agosto  | Agadir, Marruecos Arcilla M25 Cuadro individual y dobles          | Álvaro López San Martín Mariano Navone 3–6, 6–4, [10–5]      | Nico Hornitschek Jimmy Yang                  |
| 1 de agosto  | Pitești, Rumania Arcilla M25 Cuadro individual y dobles           | Nicholas David Ionel 6–3, 3–6, 6–4                           | Juan Pablo Paz                               |
| 1 de agosto  | Pitești, Rumania Arcilla M25 Cuadro individual y dobles           | Sebastian Gima Ilya Snițari 6–4, 6–3                         | Dragoș Nicolae Cazacu Ioan Alexandru Chiriță |
| 1 de agosto  | Nottingham, Reino Unido Césped M25 Cuadro individual y dobles     | Alastair Gray 3–6, 6–4, 7–5                                  | Daniel Cox                                   |
| 1 de agosto  | Nottingham, Reino Unido Césped M25 Cuadro individual y dobles     | Charles Broom Luke Johnson 6–1, 7–6(7–4)                     | Ben Jones Joe Tyler                          |
| 1 de agosto  | Decatur, Estados Unidos Dura M25 Cuadro individual y dobles       | Johannus Monday 6–3, 6–3                                     | Ezekiel Clark                                |
| 1 de agosto  | Decatur, Estados Unidos Dura M25 Cuadro individual y dobles       | George Goldhoff Tyler Zink 6–3, 6–4                          | Taisei Ichikawa Seita Watanabe               |
| 1 de agosto  | Kottingbrunn, Austria Arcilla M15 Cuadro individual y dobles      | Matteo Donati 7–6(7–3), 6–3                                  | Corentin Denollyr                            |
| 1 de agosto  | Kottingbrunn, Austria Arcilla M15 Cuadro individual y dobles      | Miloš Karol Toby Kodat 7–6(7–3), 7–5                         | Francesco Ferrari Alessio Zanotti            |
| 1 de agosto  | Frederiksberg, Dinamarca Arcilla M15 Cuadro individual y dobles   | Karl Friberg 6–7(4–7), 6–3, 6–3                              | Maxime Chazal                                |
| 1 de agosto  | Frederiksberg, Dinamarca Arcilla M15 Cuadro individual y dobles   | Johannes Ingildsen Christian Sigsgaard 7–6(11–9), 6–4        | Benjamin Hannestad Carl Emil Overbeck        |
| 1 de agosto  | Pärnu, Estonia Arcilla M15 Cuadro individual y dobles             | Fermín Tenti 7–5, 3–6, 7–5                                   | Maks Kaśnikowski                             |
| 1 de agosto  | Pärnu, Estonia Arcilla M15 Cuadro individual y dobles             | Szymon Kielan Yann Wójcik 6–2, 6–4                           | Eero Vasa Iiro Vasa                          |
| 1 de agosto  | Kfar Saba, Israel Dura M15 Cuadro individual y dobles             | Sahar Simon 6–3, 4–6, 6–2                                    | Ben Patael                                   |
| 1 de agosto  | Kfar Saba, Israel Dura M15 Cuadro individual y dobles             | Demetris Azoides Menelaos Efstathiou 6–4, 7–6(7–5)           | Ron Ellouck Yuichiro Inui                    |
| 1 de agosto  | Ust-Kamenogorsk, Kazajistán Dura M15 Cuadro individual y dobles   | Bekhan Atlangeriev 6–3, 6–4                                  | Savriyan Danilov                             |
| 1 de agosto  | Ust-Kamenogorsk, Kazajistán Dura M15 Cuadro individual y dobles   | Bekhan Atlangeriev Ivan Denisov 6–4, 6–2                     | Konstantin Kravchuk Viacheslav Ovchinnikov   |
| 1 de agosto  | Kuching, Malasia Dura M15 Cuadro individual y dobles              | Yuta Shimizu 6–1, 6–2                                        | Lý Hoàng Nam                                 |
| 1 de agosto  | Kuching, Malasia Dura M15 Cuadro individual y dobles              | Yuta Shimizu Ryota Tanuma 6–1, 6–1                           | Kokoro Isomura Yamato Sueoka                 |
| 1 de agosto  | Novi Sad, Serbia Arcilla M15 Cuadro individual y dobles           | Tadeáš Paroulek 7–5, 7–6(7–3)                                | Kristijan Juhas                              |
| 1 de agosto  | Novi Sad, Serbia Arcilla M15 Cuadro individual y dobles           | Frane Ninčević Oleksandr Ovcharenko 7–5, 3–6, [11–9]         | Viktor Jović Marat Sharipov                  |
| 1 de agosto  | Játiva, España Arcilla M15 Cuadro individual y dobles             | Pedro Ródenas 7–6(7–5), 6–2                                  | Jorge Martínez Martínez                      |
| 1 de agosto  | Játiva, España Arcilla M15 Cuadro individual y dobles             | Alejandro García Mario Mansilla Díez 6–2, 7–6(7–2)           | Max Alcalá Gurri Bruno Pujol Navarro         |
| 1 de agosto  | Monastir, Túnez Dura M15 Cuadro individual y dobles               | Mark Lajal 6–2, 3–6, 6–3                                     | Constantin Bittoun Kouzmine                  |
| 1 de agosto  | Monastir, Túnez Dura M15 Cuadro individual y dobles               | Rithvik Choudary Bollipalli Niki Kaliyanda Poonacha 6–3, 6–4 | Li Majun Tang Sheng                          |
| 8 de agosto  | Guayaquil, Ecuador Arcilla M25 Cuadro individual y dobles         | Gonzalo Lama 6–4, 4–6, 6–2                                   | João Lucas Reis da Silva                     |
| 8 de agosto  | Guayaquil, Ecuador Arcilla M25 Cuadro individual y dobles         | Andrés Andrade Tristan McCormick 7–6(11–9), 7–6(7–2)         | Leonardo Aboian Matías Franco Descotte       |
| 8 de agosto  | Tbilisi, Georgia Dura M25 Cuadro individual y dobles              | Bu Yunchaokete 6–3, 2–6, 6–3                                 | Edan Leshem                                  |
| 8 de agosto  | Tbilisi, Georgia Dura M25 Cuadro individual y dobles              | Ivan Liutarevich Grigoriy Lomakin 3–6, 7–6(7–4), [10–5]      | Erik Arutiunian Daniil Ostapenkov            |
| 8 de agosto  | Padova, Italia Arcilla M25 Cuadro individual y dobles             | Federico Arnaboldi 6–2, 6–1                                  | Gabriele Piraino                             |
| 8 de agosto  | Padova, Italia Arcilla M25 Cuadro individual y dobles             | Jason Taylor Brandon Walkin 7–6(7–3), 6–0                    | Duje Ajduković Frane Ninčević                |
| 8 de agosto  | Ystad, Suecia Arcilla M25 Cuadro individual y dobles              | Mathys Erhard 6–0, 3–6, 7–5                                  | David Pichler                                |
| 8 de agosto  | Ystad, Suecia Arcilla M25 Cuadro individual y dobles              | Sandro Kopp Mick Veldheer 6–4, 6–2                           | Ethan Cook Leonid Sheyngezikht               |
| 8 de agosto  | Columbus, Estados Unidos Dura M25 Cuadro individual y dobles      | Murphy Cassone 6–3, 6–0                                      | Rinky Hijikata                               |
| 8 de agosto  | Columbus, Estados Unidos Dura M25 Cuadro individual y dobles      | Justin Boulais James Kent Trotter 6–1, 6–2                   | Purav Raja Divij Sharan                      |
| 8 de agosto  | Eupen, Bélgica Arcilla M15 Cuadro individual y dobles             | Felix Gill 6–3, 6–4                                          | Buvaysar Gadamauri                           |
| 8 de agosto  | Eupen, Bélgica Arcilla M15 Cuadro individual y dobles             | Buvaysar Gadamauri Olivier Rojas 6–7(3–7), 7–6(8–6), [10–6]  | Tommaso Compagnucci Noel Larwig              |
| 8 de agosto  | Cairo, Egipto Arcilla M15 Cuadro individual y dobles              | Luca Tomasetto 6–2, 7–6(8–6)                                 | Thiago Cigarrán                              |
| 8 de agosto  | Cairo, Egipto Arcilla M15 Cuadro individual y dobles              | Alex Barrena Bruno Pujol Navarro 6–2, 6–1                    | Thiago Cigarrán Sean Hess                    |
| 8 de agosto  | Helsinki, Finlandia Arcilla M15 Cuadro individual y dobles        | Charles Broom 4–6, 6–4, 6–1                                  | Filip Peliwo                                 |
| 8 de agosto  | Helsinki, Finlandia Arcilla M15 Cuadro individual y dobles        | Iiro Vasa Eero Vasa 5–7, 6–4, [10–6]                         | Johannes Seeman Siim Troost                  |
| 8 de agosto  | Frankfurt, Alemania Arcilla M15 Cuadro individual y dobles        | Jan Choinski 6–3, 7–6(7–4)                                   | Imanol López Morillo                         |
| 8 de agosto  | Frankfurt, Alemania Arcilla M15 Cuadro individual y dobles        | Jiří Jeníček Daniel Pátý 6–2, 3–6, [10–4]                    | Florian Broska Gregor Ramskogler             |
| 8 de agosto  | Jakarta, Indonesia Dura M15 Cuadro individual y dobles            | Yuta Shimizu 6–2, 7–5                                        | Ryota Tanuma                                 |
| 8 de agosto  | Jakarta, Indonesia Dura M15 Cuadro individual y dobles            | Yuta Shimizu Ryota Tanuma 6–1, 7–6(8–6)                      | Nathan Anthony Barki Christopher Rungkat     |
| 8 de agosto  | Herzliya, Israel Dura M15 Cuadro individual y dobles              | Ben Patael 7–6(7–2), 2–6, 6–3                                | Kazuma Kawachi                               |
| 8 de agosto  | Herzliya, Israel Dura M15 Cuadro individual y dobles              | Joshua Paris Ben Patael 6–4, 6–2                             | Ron Ellouck Yuichiro Inui                    |
| 8 de agosto  | Cancún, México Dura M15 Cuadro individual y dobles                | Jaimée Floyd Angele 6–3, 7–6(7–1)                            | Francisco Pini                               |
| 8 de agosto  | Cancún, México Dura M15 Cuadro individual y dobles                | Taisei Ichikawa Seita Watanabe 1–6, 7–6(11–9), [10–8]        | Adam Walton Tyler Zink                       |
| 8 de agosto  | Curtea de Argeș, Romania Arcilla M15 Cuadro individual y dobles   | Valerio Aboian 6–3, 6–3                                      | Juan Pablo Paz                               |
| 8 de agosto  | Curtea de Argeș, Romania Arcilla M15 Cuadro individual y dobles   | Illya Beloborodko Lorenzo Claverie 6–2, 6–3                  | Sebastian Gima Dan Alexandru Tomescu         |
| 8 de agosto  | Monastir, Túnez Dura M15 Cuadro individual y dobles               | Te Rigele 6–3, 3–6, 7–5                                      | Mark Lajal                                   |
| 8 de agosto  | Monastir, Túnez Dura M15 Cuadro individual y dobles               | Li Majun Sun Qian 6–3, 6–1                                   | Mohamed Ali Abibsi Sai Karteek Reddy Ganta   |
| 15 de agosto | Koksijde, Bélgica Arcilla M25 Cuadro individual y dobles          | Raphaël Collignon 6–1, 6–1                                   | Hernán Casanova                              |
| 15 de agosto | Koksijde, Bélgica Arcilla M25 Cuadro individual y dobles          | Hernán Casanova Murkel Dellien 6–1, 4–6, [10–5]              | Zvonimir Babić Simon Freund                  |
| 15 de agosto | Muttenz, Suiza Arcilla M25 Cuadro individual y dobles             | Lukáš Rosol 6–3, 6–4                                         | Maxime Mora                                  |
| 15 de agosto | Muttenz, Suiza Arcilla M25 Cuadro individual y dobles             | Kai Wehnelt Patrick Zahraj 6–3, 6–2                          | Adam Moundir Jimmy Yang                      |
| 15 de agosto | Aldershot, Reino Unido Dura M25 Cuadro individual y dobles        | Filip Peliwo 6–4, 7–6(7–5)                                   | Leandro Riedi                                |
| 15 de agosto | Aldershot, Reino Unido Dura M25 Cuadro individual y dobles        | Eero Vasa Mark Whitehouse 4–6, 7–6(7–5), [10–6]              | Théo Arribagé Luca Sanchez                   |
| 15 de agosto | Bad Waltersdorf, Austria Arcilla M15 Cuadro individual y dobles   | Timo Stodder 6–2, 6–3                                        | Lukáš Pokorný                                |
| 15 de agosto | Bad Waltersdorf, Austria Arcilla M15 Cuadro individual y dobles   | Lukáš Pokorný Timo Stodder 6–4, 6–2                          | Jan Dimitrijevič Maj Premzl                  |
| 15 de agosto | Recife, Brasil Arcilla (indoor) M15 Cuadro individual y dobles    | Eduardo Ribeiro 3–6, 6–3, 6–4                                | João Lucas Reis da Silva                     |
| 15 de agosto | Recife, Brasil Arcilla (indoor) M15 Cuadro individual y dobles    | Luís Britto Marcelo Zormann 6–4, 6–4                         | Gabriel Pascotto Tumasonis Fernando Yamacita |
| 15 de agosto | Cairo, Egipto Arcilla M15 Cuadro individual y dobles              | José Francisco Vidal Azorín 6–3, 7–5                         | Bruno Pujol Navarro                          |
| 15 de agosto | Cairo, Egipto Arcilla M15 Cuadro individual y dobles              | Amr Elsayed Karim-Mohamed Maamoun 6–1, 6–4                   | Leonardo Aboian Bruno Pujol Navarro          |
| 15 de agosto | Überlingen, Alemania Arcilla M15 Cuadro individual y dobles       | Lucas Gerch 6–3, 6–1                                         | Peter Heller                                 |
| 15 de agosto | Überlingen, Alemania Arcilla M15 Cuadro individual y dobles       | Adam Jurajda Daniel Siniakov 6–4, 7–5                        | Tim Handel Peter Heller                      |
| 15 de agosto | Jakarta, Indonesia Dura M15 Cuadro individual y dobles            | Shintaro Imai 6–3, 6–3                                       | Mukund Sasikumar                             |
| 15 de agosto | Jakarta, Indonesia Dura M15 Cuadro individual y dobles            | Parikshit Somani Manish Sureshkumar 7–6(7–3), 7–6(7–4)       | Issei Okamura Kento Takeuchi                 |
| 15 de agosto | Cancún, México Dura M15 Cuadro individual y dobles                | Jorge Panta 1–6, 6–3, 6–4                                    | Adam Walton                                  |
| 15 de agosto | Cancún, México Dura M15 Cuadro individual y dobles                | Ignacio Buse Jorge Panta 6–2, 7–6(7–5)                       | Marco Brugnerotto Alexander Cozbinov         |
| 15 de agosto | Eindhoven, Países Bajos Arcilla M15 Cuadro individual y dobles    | Juan Bautista Otegui 6–1, 4–6, 6–4                           | Arthur Reymond                               |
| 15 de agosto | Eindhoven, Países Bajos Arcilla M15 Cuadro individual y dobles    | Michiel de Krom Ryan Nijboer 6–4, 6–1                        | Thijmen Loof Fons van Sambeek                |
| 15 de agosto | Craiova, Rumania Arcilla M15 Cuadro individual y dobles           | Cezar Crețu 6–2, 2–6, 6–2                                    | Nicholas David Ionel                         |
| 15 de agosto | Craiova, Rumania Arcilla M15 Cuadro individual y dobles           | Lorenzo Claverie Vladimir Filip 6–1, 3–6, [10–2]             | Vasile Antonescu Andrei Cuceu                |
| 15 de agosto | Anseong, Corea del Sur Arcilla M15 Cuadro individual y dobles     | Kim Cheong-eui 3–6, 6–4, 6–4                                 | Sora Fukuda                                  |
| 15 de agosto | Anseong, Corea del Sur Arcilla M15 Cuadro individual y dobles     | Kim Cheong-eui Lee Jea-moon 6–3, 6–1                         | Timothy Gray Thomas Pavlekovich Smith        |
| 15 de agosto | Malmö, Suecia Arcilla M15 Cuadro individual y dobles              | Nino Ehrenschneider 6–3, 7–6(7–1)                            | Sandro Kopp                                  |
| 15 de agosto | Malmö, Suecia Arcilla M15 Cuadro individual y dobles              | Patrik Rikl Matěj Vocel 6–4, 3–6, [10–7]                     | Filip Bergevi Mick Veldheer                  |
| 15 de agosto | Monastir, Túnez Dura M15 Cuadro individual y dobles               | Kalin Ivanovski 4–6, 6–4, 6–1                                | Aziz Kijametović                             |
| 15 de agosto | Monastir, Túnez Dura M15 Cuadro individual y dobles               | Robin Bertrand Cyril Vandermeersch 6–4, 6–4                  | Tang Sheng Zheng Baoluo                      |
| 15 de agosto | Memphis, Estados Unidos Dura M15 Cuadro individual y dobles       | Garrett Johns 6–2, 6–0                                       | Shunsuke Mitsui                              |
| 15 de agosto | Memphis, Estados Unidos Dura M15 Cuadro individual y dobles       | Millen Hurrion Finn Reynolds 6–0, 6–1                        | Alex Michelsen Cooper Williams               |
| 22 de agosto | Lesa, Italia Arcilla M25 Cuadro individual y dobles               | Gianmarco Ferrari 6–2, 6–3                                   | Federico Arnaboldi                           |
| 22 de agosto | Lesa, Italia Arcilla M25 Cuadro individual y dobles               | August Holmgren Johannes Ingildsen 6–1, 6–4                  | Federico Bondioli Filippo Romano             |
| 22 de agosto | Oldenzaal, Países Bajos Arcilla M25 Cuadro individual y dobles    | Max Houkes 7–6(7–3), 6–2                                     | Jeremy Jahn                                  |
| 22 de agosto | Oldenzaal, Países Bajos Arcilla M25 Cuadro individual y dobles    | Michiel de Krom Ryan Nijboer 6–1, 5–7, [10–6]                | Brian Bozemoj Jarno Jans                     |
| 22 de agosto | Poznań, Polonia Arcilla M25 Cuadro individual y dobles            | Valerio Aboian 6–3, 6–4                                      | Patrik Rikl                                  |
| 22 de agosto | Poznań, Polonia Arcilla M25 Cuadro individual y dobles            | Jason Taylor Brandon Walkin 7–5, 7–5                         | Michał Dembek Georgii Kravchenko             |
| 22 de agosto | Santander, España Arcilla M25 Cuadro individual y dobles          | Titouan Droguet 7–6(11–9), 6–0                               | Oscar José Gutierrez                         |
| 22 de agosto | Santander, España Arcilla M25 Cuadro individual y dobles          | Íñigo Cervantes Sergi Pérez Contri 6–3, 6–4                  | Titouan Droguet Grégoire Jacq                |
| 22 de agosto | Caslano, Suiza Arcilla M25 Cuadro individual y dobles             | Elmar Ejupović 7–5, 4–6, 6–3                                 | Damien Wenger                                |
| 22 de agosto | Caslano, Suiza Arcilla M25 Cuadro individual y dobles             | Enrico Dalla Valle Julian Ocleppo 6–7(12–14), 6–2, [10–6]    | Kai Wehnelt Patrick Zahraj                   |
| 22 de agosto | Roehampton, Reino Unido Dura M25 Cuadro individual y dobles       | Antoine Hoang 6–4, 6–4                                       | Giles Hussey                                 |
| 22 de agosto | Roehampton, Reino Unido Dura M25 Cuadro individual y dobles       | Giles Hussey Joe Tyler 7–5, 6–3                              | Arthur Fery Mark Whitehouse                  |
| 22 de agosto | Bad Waltersdorf, Austria Arcilla M15 Cuadro individual y dobles   | Peter Heller 6–1, 1–6, 6–4                                   | Tommaso Compagnucci                          |
| 22 de agosto | Bad Waltersdorf, Austria Arcilla M15 Cuadro individual y dobles   | Peter Heller David Pichler 6–2, 6–2                          | Tommaso Compagnucci Stefano Reitano          |
| 22 de agosto | Lambermont, Bélgica Arcilla M15 Cuadro individual y dobles        | Simon Beaupain 7–5, 0–6, 6–4                                 | Stijn Slump                                  |
| 22 de agosto | Lambermont, Bélgica Arcilla M15 Cuadro individual y dobles        | Ethan Cook Karl Friberg 6–4, 6–3                             | Kody Pearson Jakub Wojcik                    |
| 22 de agosto | Brasília, Brasil Arcilla (indoor) M15 Cuadro individual y dobles  | Eduardo Ribeiro 6–2, 6–2                                     | Lorenzo Gagliardo                            |
| 22 de agosto | Brasília, Brasil Arcilla (indoor) M15 Cuadro individual y dobles  | Eduardo Ribeiro Gabriel Roveri Sidney 6–3, 6–7(2–7), [10–8]  | Luís Britto Marcelo Zormann                  |
| 22 de agosto | Cairo, Egipto Arcilla M15 Cuadro individual y dobles              | Alex Barrena 7–6(7–4), 6–1                                   | Mohamed Safwat                               |
| 22 de agosto | Cairo, Egipto Arcilla M15 Cuadro individual y dobles              | Amr Elsayed Mohamed Safwat 6–3, 0–6, [10–6]                  | Leonardo Aboian Fermín Tenti                 |
| 22 de agosto | Trier, Alemania Arcilla M15 Cuadro individual y dobles            | Tom Gentzsch 7–6(7–3), 7–6(7–4)                              | Jiří Barnat                                  |
| 22 de agosto | Trier, Alemania Arcilla M15 Cuadro individual y dobles            | James Frawley Christoph Negritu 6–3, 6–4                     | Tom Gentzsch Adrian Ötzbach                  |
| 22 de agosto | Cancún, México Dura M15 Cuadro individual y dobles                | Adam Walton 7–6(7–3), 2–6, 6–3                               | Andrés Andrade                               |
| 22 de agosto | Cancún, México Dura M15 Cuadro individual y dobles                | Andrew Rogers Adam Walton 6–2, 6–2                           | Blu Baker Kosuke Ogura                       |
| 22 de agosto | Celje, Eslovenia Arcilla M15 Cuadro individual y dobles           | Roko Horvat 6–3, 3–6, 6–1                                    | Admir Kalender                               |
| 22 de agosto | Celje, Eslovenia Arcilla M15 Cuadro individual y dobles           | Matic Dimic Mike Urbanija 6–2, 6–7(5–7), [10–6]              | Szymon Kielan Yann Wójcik                    |
| 22 de agosto | Changwon, Corea del Sur Dura M15 Cuadro individual y dobles       | Lee Jea-moon 6–4, 6–4                                        | Ajeet Rai                                    |
| 22 de agosto | Changwon, Corea del Sur Dura M15 Cuadro individual y dobles       | Thomas Fancutt Ajeet Rai 5–7, 6–4, [10–8]                    | Jeong Yeong-seok Lee Jea-moon                |
| 22 de agosto | Monastir, Túnez Dura M15 Cuadro individual y dobles               | Eliakim Coulibaly 7–5, 6–4                                   | Matthew Dellavedova                          |
| 22 de agosto | Monastir, Túnez Dura M15 Cuadro individual y dobles               | Anis Ghorbel Aziz Ouakaa 6–1, 6–1                            | Tang Sheng Zheng Baoluo                      |
| 29 de agosto | Szabolcsveresmart, Hungría Arcilla M25 Cuadro individual y dobles | Michael Vrbenský 6–1, 7–6(8–6)                               | Dragoș Nicolae Mădăraș                       |
| 29 de agosto | Szabolcsveresmart, Hungría Arcilla M25 Cuadro individual y dobles | Andrew Paulson Michael Vrbenský 6–3, 3–6, [10–8]             | Georgii Kravchenko Petr Nouza                |
| 29 de agosto | Sapporo, Japón Dura M25 Cuadro individual y dobles                | Rio Noguchi 4–6, 7–5, 6–2                                    | Shuichi Sekiguchi                            |
| 29 de agosto | Sapporo, Japón Dura M25 Cuadro individual y dobles                | Takuto Niki Takeru Yuzuki 3–6, 6–4, [10–8]                   | Rimpei Kawakami Naoki Tajima                 |
| 29 de agosto | Setúbal, Portugal Dura M25 Cuadro individual y dobles             | Adrià Soriano Barrera 7–6(9–7), 6–3                          | Jérôme Kym                                   |
| 29 de agosto | Setúbal, Portugal Dura M25 Cuadro individual y dobles             | Fábio Coelho Jaime Faria 7–6(7–4), 6–3                       | Eero Vasa Mark Whitehouse                    |
| 29 de agosto | Maribor, Eslovenia Arcilla M25 Cuadro individual y dobles         | Hernán Casanova 6–4, 6–3                                     | Murkel Dellien                               |
| 29 de agosto | Maribor, Eslovenia Arcilla M25 Cuadro individual y dobles         | Domagoj Bilješko Kirill Kivattsev 6–3, 6–7(0–7), [11–9]      | Mili Poljičak Antonio Šančić                 |
| 29 de agosto | Oviedo, España Arcilla M25 Cuadro individual y dobles             | Javier Barranco Cosano 7–5, 7–5                              | Carlos Sánchez Jover                         |
| 29 de agosto | Oviedo, España Arcilla M25 Cuadro individual y dobles             | Íñigo Cervantes Oriol Roca Batalla 6–2, 6–2                  | Álvaro López San Martín Carlos Sánchez Jover |
| 29 de agosto | Sierre, Suiza Arcilla M25 Cuadro individual y dobles              | Rémy Bertola 6–7(2–7), 7–6(9–7), 6–4                         | Maximilian Neuchrist                         |
| 29 de agosto | Sierre, Suiza Arcilla M25 Cuadro individual y dobles              | Damien Wenger Patrick Zahraj 6–1, 6–7(1–7), [10–3]           | Rémy Bertola Jakub Paul                      |
| 29 de agosto | Cairo, Egipto Arcilla M15 Cuadro individual y dobles              | Leonardo Aboian 7–6(7–4), 6–2                                | Mohamed Safwat                               |
| 29 de agosto | Cairo, Egipto Arcilla M15 Cuadro individual y dobles              | Akram El Sallaly Mohamed Safwat 6–2, 6–4                     | Stefano Battaglino Lorenzo Rottoli           |
| 29 de agosto | Allershausen, Alemania Arcilla M15 Cuadro individual y dobles     | Jakub Menšík 7–5, 3–6, 6–1                                   | Peter Heller                                 |
| 29 de agosto | Allershausen, Alemania Arcilla M15 Cuadro individual y dobles     | James Frawley Christoph Negritu 6–4, 2–6, [10–5]             | Miķelis Lībietis Timo Stodder                |
| 29 de agosto | Pescara, Italia Arcilla M15 Cuadro individual y dobles            | Marcello Serafini 6–3, 7–5                                   | Julian Ocleppo                               |
| 29 de agosto | Pescara, Italia Arcilla M15 Cuadro individual y dobles            | Giorgio Ricca Marcello Serafini 6–3, 6–1                     | Juan Bautista Otegui Stefanos Sakellaridis   |
| 29 de agosto | Haren, Países Bajos Arcilla M15 Cuadro individual y dobles        | Max Houkes 7–5, 0–3, ret.                                    | Alec Deckers                                 |
| 29 de agosto | Haren, Países Bajos Arcilla M15 Cuadro individual y dobles        | Giles Hussey Kristjan Tamm 6–3, 6–1                          | Edison Ambarzumjan Aaron James Williams      |
| 29 de agosto | Daegu, Corea del Sur Dura M15 Cuadro individual y dobles          | Park Ui-sung 6–3, 6–4                                        | Kim Cheong-eui                               |
| 29 de agosto | Daegu, Corea del Sur Dura M15 Cuadro individual y dobles          | Kim Cheong-eui Lee Jea-moon 6–7(7–9), 6–4, [10–8]            | Adil Kalyanpur Palaphoom Kovapitukted        |
| 29 de agosto | Monastir, Túnez Dura M15 Cuadro individual y dobles               | Eliakim Coulibaly 6–2, 6–4                                   | Constantin Bittoun Kouzmine                  |
| 29 de agosto | Monastir, Túnez Dura M15 Cuadro individual y dobles               | Anis Ghorbel Aziz Ouakaa 6–4, 4–6, [10–6]                    | Li Majun Tang Sheng                          |

#### Torneos en septiembre
| 5 de septiembre  | Cairo, Egipto Arcilla M25 Cuadro individual y dobles                    | Leonardo Aboian 6–3, 6–4                                      | Leo Borg                                             |
| 5 de septiembre  | Cairo, Egipto Arcilla M25 Cuadro individual y dobles                    | Leonardo Aboian Santiago de la Fuente 6–4, 6–4                | Rémy Bertola Lorenzo Rottoli                         |
| 5 de septiembre  | Bagnères-de-Bigorre, Francia Dura M25+H Cuadro individual y dobles      | Joris De Loore 6–3, 6–0                                       | Mark Lajal                                           |
| 5 de septiembre  | Bagnères-de-Bigorre, Francia Dura M25+H Cuadro individual y dobles      | Joris De Loore Yannick Mertens 7–6(7–3), 6–7(6–8), [10–6]     | James MacKinlay Marcus Willis                        |
| 5 de septiembre  | Sapporo, Japón Dura M25 Cuadro individual y dobles                      | Rio Noguchi 6–1, 4–0, ret.                                    | Tatsuma Ito                                          |
| 5 de septiembre  | Sapporo, Japón Dura M25 Cuadro individual y dobles                      | Yuhei Kono Yusuke Kusuhara 7–5, 4–6, [10–6]                   | Kokoro Isomura Yamato Sueoka                         |
| 5 de septiembre  | Sintra, Portugal Dura M25 Cuadro individual y dobles                    | Mukund Sasikumar 7–6(8–6), 3–6, 6–0                           | Duarte Vale                                          |
| 5 de septiembre  | Sintra, Portugal Dura M25 Cuadro individual y dobles                    | Benjamin Hannestad Harry Wendelken 4–6, 6–1, [10–7]           | Diego Fernández Flores Adrià Soriano Barrera         |
| 5 de septiembre  | Maribor, Eslovenia Arcilla M25 Cuadro individual y dobles               | Hernán Casanova 6–0, 7–5                                      | Damien Wenger                                        |
| 5 de septiembre  | Maribor, Eslovenia Arcilla M25 Cuadro individual y dobles               | Miķelis Lībietis Timo Stodder 6–3, 4–6, [10–8]                | Domagoj Bilješko Kirill Kivattsev                    |
| 5 de septiembre  | Budapest, Hungría Dura M15 Cuadro individual y dobles                   | Michael Vrbenský 6–1, 6–3                                     | Mátyás Füle                                          |
| 5 de septiembre  | Budapest, Hungría Dura M15 Cuadro individual y dobles                   | Antonín Bolardt Michael Vrbenský 6–4, 7–5                     | Matthew William Donald Mattias Southcombe            |
| 5 de septiembre  | Salerno, Italia Dura M15 Cuadro individual y dobles                     | Marcello Serafini 6–3, 6–3                                    | Lorenzo Bocchi                                       |
| 5 de septiembre  | Salerno, Italia Dura M15 Cuadro individual y dobles                     | Niccolò Catini Gabriele Maria Noce 6–3, 5–7, [10–6]           | Leonardo Rossi Luigi Sorrentino                      |
| 5 de septiembre  | Cancún, México Dura M15 Cuadro individual y dobles                      | Bernard Tomic 7–6(7–4), 6–3                                   | Tristan McCormick                                    |
| 5 de septiembre  | Cancún, México Dura M15 Cuadro individual y dobles                      | Blu Baker Tristan McCormick 3–6, 6–4, ret.                    | Kareem Al Allaf Joe Tyler                            |
| 5 de septiembre  | Casablanca, Marruecos Arcilla M15 Cuadro individual y dobles            | Max Houkes 6–4, 6–1                                           | David Pichler                                        |
| 5 de septiembre  | Casablanca, Marruecos Arcilla M15 Cuadro individual y dobles            | Savriyan Danilov Mikhail Fufygin 6–7(3–7), 6–1, [13–11]       | Bruno Pujol Navarro Fermín Tenti                     |
| 5 de septiembre  | Constanța, Rumania Arcilla M15 Cuadro individual y dobles               | Ilya Snițari 6–1, 6–3                                         | Oleksandr Bielinskyi                                 |
| 5 de septiembre  | Constanța, Rumania Arcilla M15 Cuadro individual y dobles               | Gabi Adrian Boitan Kai Wehnelt Walkover                       | Vasile Antonescu Dan Alexandru Tomescu               |
| 5 de septiembre  | Madrid, España Arcilla M15 Cuadro individual y dobles                   | Ryan Nijboer 6–4, 2–6, 6–3                                    | Sergi Pérez Contri                                   |
| 5 de septiembre  | Madrid, España Arcilla M15 Cuadro individual y dobles                   | Luis Francisco Pablo Masjuan Ginel 1–6, 6–3, [10–8]           | Alberto Romero de Ávila Senise Digvijay Pratap Singh |
| 5 de septiembre  | Monastir, Túnez Dura M15 Cuadro individual y dobles                     | Aziz Dougaz 7–5, 6–3                                          | Colin Markes                                         |
| 5 de septiembre  | Monastir, Túnez Dura M15 Cuadro individual y dobles                     | Anis Ghorbel Aziz Ouakaa 6–3, 5–7, [10–8]                     | Sun Qian Tang Sheng                                  |
| 12 de septiembre | Darwin, Australia Dura M25 Cuadro individual y dobles                   | Dane Sweeny 4–6, 6–2, 6–1                                     | Kyle Seelig                                          |
| 12 de septiembre | Darwin, Australia Dura M25 Cuadro individual y dobles                   | Calum Puttergill Dane Sweeny 7–6(7–5), 6–3                    | Joshua Charlton Adam Walton                          |
| 12 de septiembre | Plaisir, Francia Hard (indoor) M25+H Cuadro individual y dobles         | Antoine Hoang 7–6(7–0), 6–3                                   | Jérôme Kym                                           |
| 12 de septiembre | Plaisir, Francia Hard (indoor) M25+H Cuadro individual y dobles         | Arthur Bouquier Niklas Schell 6–2, 6–2                        | Constantin Bittoun Kouzmine Maxence Brovillé         |
| 12 de septiembre | Santa Margherita di Pula, Italia Arcilla M25 Cuadro individual y dobles | Jelle Sels 6–4, 6–1                                           | Edoardo Lavagno                                      |
| 12 de septiembre | Santa Margherita di Pula, Italia Arcilla M25 Cuadro individual y dobles | Marco De Rossi Andrea Picchione 7–6(7–3), 6–2                 | Niccolò Baroni Stefano Papagno                       |
| 12 de septiembre | Sintra, Portugal Dura M25 Cuadro individual y dobles                    | Elliot Benchetrit 6–4, 6–1                                    | Jesper de Jong                                       |
| 12 de septiembre | Sintra, Portugal Dura M25 Cuadro individual y dobles                    | Alfredo Perez Duarte Vale 6–3, 4–6, [10–8]                    | Fábio Coelho Jaime Faria                             |
| 12 de septiembre | Madrid, España Dura M25 Cuadro individual y dobles                      | Lukas Neumayer 6–4, 6–1                                       | Nicolás Moreno de Alborán                            |
| 12 de septiembre | Madrid, España Dura M25 Cuadro individual y dobles                      | Scott Duncan Marcus Willis 6–1, 6–3                           | Nazim Makhlouf Lamine Ouahab                         |
| 12 de septiembre | Sharm El Sheikh, Egipto Dura M15 Cuadro individual y dobles             | Alec Beckley 6–4, 6–4                                         | Simone Roncalli                                      |
| 12 de septiembre | Sharm El Sheikh, Egipto Dura M15 Cuadro individual y dobles             | Jesse de Jager Roland Stuurman 7–6(8–6), 6–4                  | S.D. Prajwal Dev Abhinav Sanjeev Shanmugam           |
| 12 de septiembre | Cancún, México Dura M15 Cuadro individual y dobles                      | Tristan McCormick 6–3, 6–3                                    | Kareem Al Allaf                                      |
| 12 de septiembre | Cancún, México Dura M15 Cuadro individual y dobles                      | Paul Inchauspé Victor Lilov 6–3, 6–4                          | Ron Ellouck Orel Kimhi                               |
| 12 de septiembre | Casablanca, Marruecos Arcilla M15 Cuadro individual y dobles            | Max Houkes 6–2, 7–6(8–6)                                      | Titouan Droguet                                      |
| 12 de septiembre | Casablanca, Marruecos Arcilla M15 Cuadro individual y dobles            | Daniil Golubev David Pichler 7–5, 3–6, [10–8]                 | Thiago Cigarrán Sean Hess                            |
| 12 de septiembre | Zlatibor, Serbia Arcilla M15 Cuadro individual y dobles                 | Gauthier Onclin 6–1, 6–4                                      | Ilya Snițari                                         |
| 12 de septiembre | Zlatibor, Serbia Arcilla M15 Cuadro individual y dobles                 | Stefan Popović Strahinja Rakić 4–6, 6–3, [10–3]               | Lilian Marmousez Luka Pavlovic                       |
| 12 de septiembre | Monastir, Túnez Dura M15 Cuadro individual y dobles                     | Robin Bertrand 6–7(10–12), 6–4, 6–0                           | Bekhan Atlangeriev                                   |
| 12 de septiembre | Monastir, Túnez Dura M15 Cuadro individual y dobles                     | Sai Karteek Reddy Ganta Parikshit Somani 6–3, 6–4             | Sun Qian Tang Sheng                                  |
| 12 de septiembre | Champaign, Estados Unidos Dura M15 Cuadro individual y dobles           | Justin Boulais 6–1, 6–1                                       | Sekou Bangoura                                       |
| 12 de septiembre | Champaign, Estados Unidos Dura M15 Cuadro individual y dobles           | Hunter Heck Edward Winter 6–1, 7–6(7–2)                       | Peter Kuszynski Jannik Opitz                         |
| 19 de septiembre | Darwin, Australia Dura M25 Cuadro individual y dobles                   | Dane Sweeny 6–3, 6–7(4–7), 6–4                                | Omar Jasika                                          |
| 19 de septiembre | Darwin, Australia Dura M25 Cuadro individual y dobles                   | Kyle Seelig Colin Sinclair 6–4, 6–4                           | Tai Sach Zaharije-Zak Talic                          |
| 19 de septiembre | Pardubice, República Checa Arcilla M25 Cuadro individual y dobles       | Hynek Bartoň 7–5, 7–5                                         | Felix Gill                                           |
| 19 de septiembre | Pardubice, República Checa Arcilla M25 Cuadro individual y dobles       | Matyáš Černý Dominik Reček 6–4, 6–2                           | Miloš Karol Toby Kodat                               |
| 19 de septiembre | Santa Margherita di Pula, Italia Arcilla M25 Cuadro individual y dobles | Carlos López Montagud 7–5, 6–3                                | Edoardo Lavagno                                      |
| 19 de septiembre | Santa Margherita di Pula, Italia Arcilla M25 Cuadro individual y dobles | Oleksandr Ovcharenko Andrea Picchione 6–1, 3–6, [10–7]        | Fausto Tabacco Giorgio Tabacco                       |
| 19 de septiembre | Pirot, Serbia Arcilla M25 Cuadro individual y dobles                    | Vladyslav Orlov 6–1, 4–6, 6–3                                 | Cezar Crețu                                          |
| 19 de septiembre | Pirot, Serbia Arcilla M25 Cuadro individual y dobles                    | Domagoj Bilješko Kirill Kivattsev 6–4, 4–6, [10–8]            | Vladyslav Orlov Adam Taylor                          |
| 19 de septiembre | Sharm El Sheikh, Egipto Dura M15 Cuadro individual y dobles             | Daniele Capecchi 7–6(7–5), ret.                               | Dominik Böhler                                       |
| 19 de septiembre | Sharm El Sheikh, Egipto Dura M15 Cuadro individual y dobles             | Aliaksandr Liaonenka Alexander Zgirovsky 6–2, 6–0             | Alec Beckley Kris van Wyk                            |
| 19 de septiembre | Cancún, México Dura M15 Cuadro individual y dobles                      | Alexander Cozbinov 6–3, 6–1                                   | Tristan McCormick                                    |
| 19 de septiembre | Cancún, México Dura M15 Cuadro individual y dobles                      | Tristan McCormick Hamish Stewart 6–3, 7–5                     | Jesse Flores Ricardo Rodríguez-Pace                  |
| 19 de septiembre | Melilla, España Arcilla M15 Cuadro individual y dobles                  | Álvaro López San Martín 6–2, 7–6(10–8)                        | Mirko Martinez                                       |
| 19 de septiembre | Melilla, España Arcilla M15 Cuadro individual y dobles                  | Sergi Pérez Contri Benjamín Winter López 6–3, 6–3             | Filip Apltauer Imran Sibille                         |
| 19 de septiembre | Danderyd, Suecia Arcilla M15 Cuadro individual y dobles                 | Karl Friberg 6–4, 7–6(10–8)                                   | Vito Tonejc                                          |
| 19 de septiembre | Danderyd, Suecia Arcilla M15 Cuadro individual y dobles                 | Karl Friberg Jonathan Mridha 6–2, 6–4                         | Simon Freund Benjamin Hannestad                      |
| 19 de septiembre | Monastir, Túnez Dura M15 Cuadro individual y dobles                     | Skander Mansouri 6–3, 6–4                                     | Eliakim Coulibaly                                    |
| 19 de septiembre | Monastir, Túnez Dura M15 Cuadro individual y dobles                     | Alberto Barroso Campos Niklas Schell 6–4, 7–5                 | Huang Tsung-hao Yin Bang-shuo                        |
| 19 de septiembre | Lubbock, Estados Unidos Dura M15 Cuadro individual y dobles             | Olle Wallin 6–4, 6–2                                          | Blaise Bicknell                                      |
| 19 de septiembre | Lubbock, Estados Unidos Dura M15 Cuadro individual y dobles             | Juan Carlos Aguilar Pranav Kumar 6–3, 7–5                     | Krištof Minárik Alexander Richards                   |
| 19 de septiembre | Fayetteville, Estados Unidos Dura M15 Cuadro individual y dobles        | Sam Riffice 5–1, ret.                                         | Blu Baker                                            |
| 19 de septiembre | Fayetteville, Estados Unidos Dura M15 Cuadro individual y dobles        | Alessio Basile Cooper Williams 6–4, 6–3                       | Adrien Burdet Melvin Manuel                          |
| 26 de septiembre | Ibagué, Colombia Arcilla M25 Cuadro individual y dobles                 | Gustavo Heide 6–3, 7–5                                        | Gonzalo Lama                                         |
| 26 de septiembre | Ibagué, Colombia Arcilla M25 Cuadro individual y dobles                 | Arklon Huertas del Pino Conner Huertas del Pino 6–2, 7–6(8–6) | Gustavo Heide João Victor Couto Loureiro             |
| 26 de septiembre | Santa Margherita di Pula, Italia Arcilla M25 Cuadro individual y dobles | Titouan Droguet 6–3, 6–2                                      | Elmar Ejupović                                       |
| 26 de septiembre | Santa Margherita di Pula, Italia Arcilla M25 Cuadro individual y dobles | Miķelis Lībietis Timo Stodder Walkover                        | Oleksandr Ovcharenko Andrea Picchione                |
| 26 de septiembre | Kashiwa, Japón Dura M25 Cuadro individual y dobles                      | Rimpei Kawakami Walkover                                      | Rio Noguchi                                          |
| 26 de septiembre | Kashiwa, Japón Dura M25 Cuadro individual y dobles                      | Toshihide Matsui Kaito Uesugi 6–3, 4–6, [10–5]                | Naoki Tajima Seita Watanabe                          |
| 26 de septiembre | Falun, Suecia Dura (indoor) M25 Cuadro individual y dobles              | Kacper Żuk 6–3, 6–3                                           | Karl Friberg                                         |
| 26 de septiembre | Falun, Suecia Dura (indoor) M25 Cuadro individual y dobles              | Giles Hussey Johannus Monday 4–6, 7–5, [10–4]                 | Vesa Ahti Arslanbek Temirhanov                       |
| 26 de septiembre | Tây Ninh, Vietnam Dura M25 Cuadro individual y dobles                   | Hsu Yu-hsiou 6–3, 6–2                                         | Lý Hoàng Nam                                         |
| 26 de septiembre | Tây Ninh, Vietnam Dura M25 Cuadro individual y dobles                   | Francis Alcantara Pruchya Isaro 2–6, 6–3, [10–3]              | Hsu Yu-hsiou Wishaya Trongcharoenchaikul             |
| 26 de septiembre | Prostějov, República Checa Arcilla M15 Cuadro individual y dobles       | Andrew Paulson 6–4, 6–3                                       | Daniel Siniakov                                      |
| 26 de septiembre | Prostějov, República Checa Arcilla M15 Cuadro individual y dobles       | Jiří Jeníček Daniel Pátý 6–3, 6–4                             | Adam Jurajda Daniel Siniakov                         |
| 26 de septiembre | Sharm El Sheikh, Egipto Dura M15 Cuadro individual y dobles             | Zura Tkemaladze 6–1, 6–4                                      | Marcello Serafini                                    |
| 26 de septiembre | Sharm El Sheikh, Egipto Dura M15 Cuadro individual y dobles             | Aliaksandr Liaonenka Alexander Zgirovsky 7–5, 6–4             | Lukáš Pokorný Saba Purtseladze                       |
| 26 de septiembre | Forbach, Francia Carpet (indoor) M15 Cuadro individual y dobles         | Max Hans Rehberg 6–4, 6–2                                     | Federico Agustín Gómez                               |
| 26 de septiembre | Forbach, Francia Carpet (indoor) M15 Cuadro individual y dobles         | Amaury Raynel Arthur Reymond 6–1, 7–6(7–4)                    | Arthur Bouquier Grégoire Jacq                        |
| 26 de septiembre | Cancún, México Dura M15 Cuadro individual y dobles                      | Bernard Tomic 7–6(7–5), 6–3                                   | Alexander Cozbinov                                   |
| 26 de septiembre | Cancún, México Dura M15 Cuadro individual y dobles                      | Andrés Andrade Siddhant Banthia 6–7(3–7) , 6–3, [10–8]        | Jake Bhangdia Hamish Stewart                         |
| 26 de septiembre | Sabadell, España Arcilla M15 Cuadro individual y dobles                 | Max Alcalá Gurri 6–4, 6–1                                     | Álvaro López San Martín                              |
| 26 de septiembre | Sabadell, España Arcilla M15 Cuadro individual y dobles                 | Svyatoslav Gulin Leonid Sheyngezikht 6–1, 6–3                 | Iván Arenas Gualda Ryan Nijboer                      |
| 26 de septiembre | Monastir, Túnez Dura M15 Cuadro individual y dobles                     | Eliakim Coulibaly 6–2, 6–3                                    | Matthew Dellavedova                                  |
| 26 de septiembre | Monastir, Túnez Dura M15 Cuadro individual y dobles                     | Huang Tsung-hao Jarno Jans 7–6(7–4), 6–4                      | Alberto Barroso Campos Niklas Schell                 |
| 26 de septiembre | Albuquerque, Estados Unidos Dura M15 Cuadro individual y dobles         | Olle Wallin 7–6(8–6), 7–5                                     | Maciej Rajski                                        |
| 26 de septiembre | Albuquerque, Estados Unidos Dura M15 Cuadro individual y dobles         | Alexander Maggs Jan Pučálka 7–5, 7–5                          | Demetris Azoides Franco Ribero                       |

#### Torneos en octubre
| Torneos en octubre | Torneos en octubre | Torneos en octubre            | Torneos en octubre            | Torneos en octubre | Torneos en octubre |
| Semana del         | Torneo             | Campeonas Individual y Dobles | Finalista Individual y Dobles |                    |                    |
| ------------------ | ------------------ | ----------------------------- | ----------------------------- | ------------------ | ------------------ |

#### Torneos en noviembre
| Torneos en noviembre | Torneos en noviembre | Torneos en noviembre          | Torneos en noviembre          | Torneos en noviembre | Torneos en noviembre |
| Semana del           | Torneo               | Campeonas Individual y Dobles | Finalista Individual y Dobles |                      |                      |
| -------------------- | -------------------- | ----------------------------- | ----------------------------- | -------------------- | -------------------- |

#### Torneos en diciembre
| Torneos en diciembre | Torneos en diciembre | Torneos en diciembre          | Torneos en diciembre          | Torneos en diciembre | Torneos en diciembre |
| Semana del           | Torneo               | Campeonas Individual y Dobles | Finalista Individual y Dobles |                      |                      |
| -------------------- | -------------------- | ----------------------------- | ----------------------------- | -------------------- | -------------------- |